# Phuket (ville)
Cet article concerne la ville thaïlandaise. Pour l'île, voir Ko Phuket. Pour la province de Thaïlande, voir Province de Phuket.
Phuket (en thaï เทศบาลนครภูเก็ต) est une ville du sud de la Thaïlande, capitale de la province de Phuket (qui englobe notamment Ko Phuket et d'autres îles environnantes). En 2007, elle comptait 75 573 habitants.

## Géographie
Cette station balnéaire se situe sur la côte Sud-Est de Ko Phuket, au bord de la baie de Phuket.

## Climat
Le climat de la ville, comme de l'île en général, est de type mousson selon la classification de Köppen. Cependant, sa proximité avec l'équateur minimise les effets de la mousson : les saisons sont donc moins marquées que dans le centre et le nord de la Thaïlande. Les températures restent très homogènes dans l'année avec une moyenne supérieure de 31 °C et inférieure de 24 °C. La moyenne des pluviométries est 2 337 mm avec un pic entre avril et novembre (septembre étant le mois le plus pluvieux, 419,1 mm en moyenne).

## Démographie
En 2007, la ville de Phuket comptait 75 573 habitants.

Ville moderne, ses immeubles et ses embouteillages...
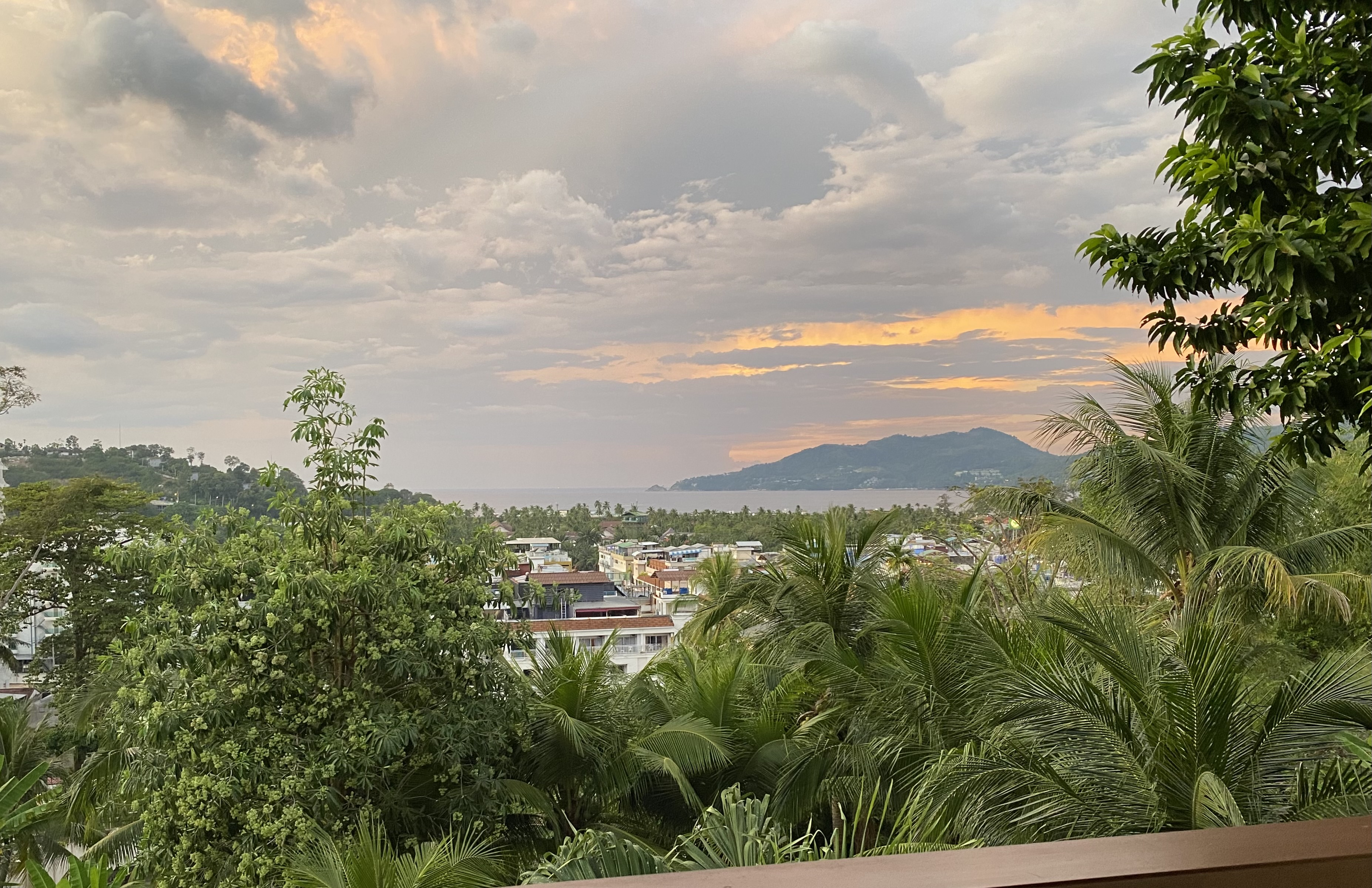
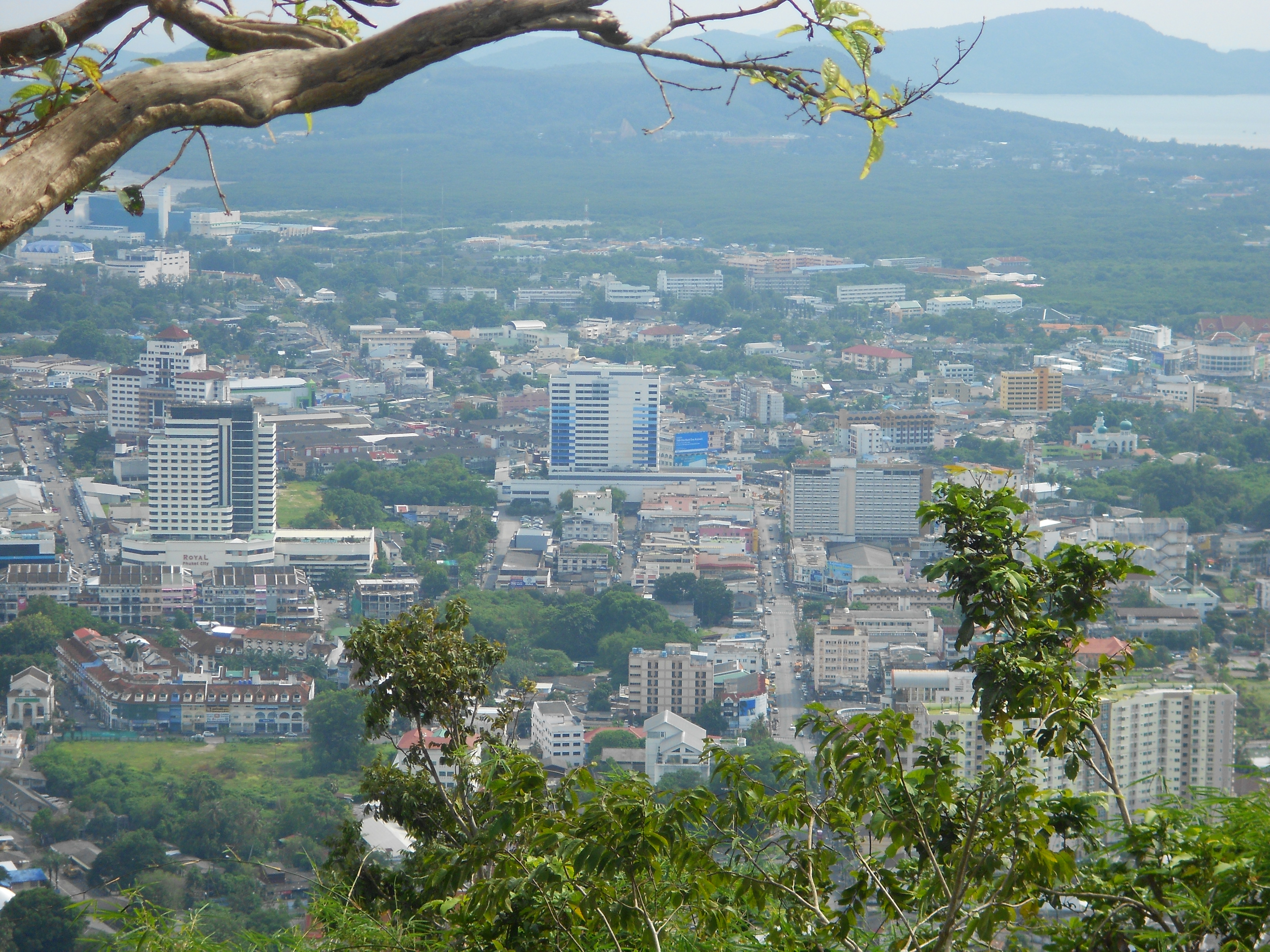
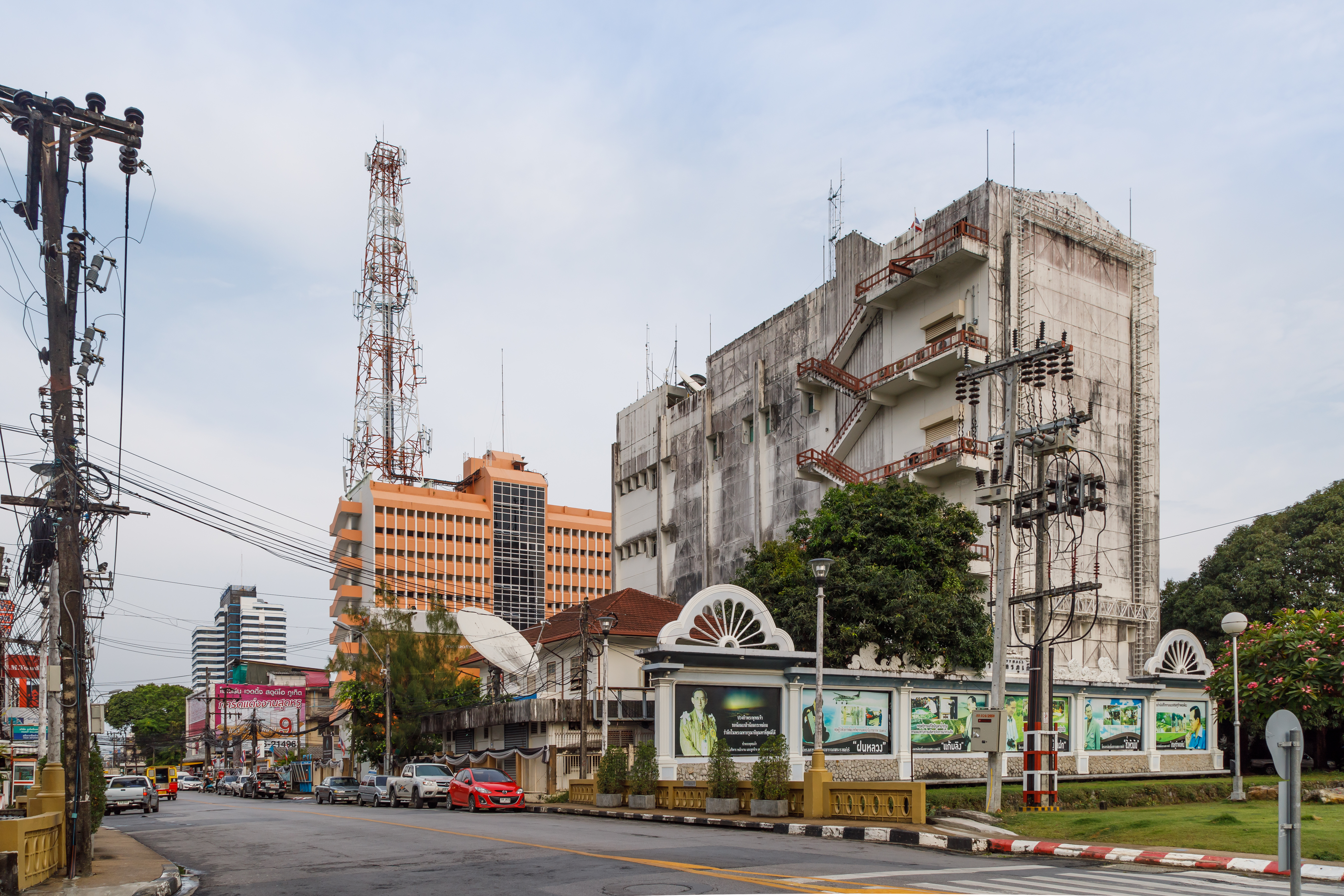
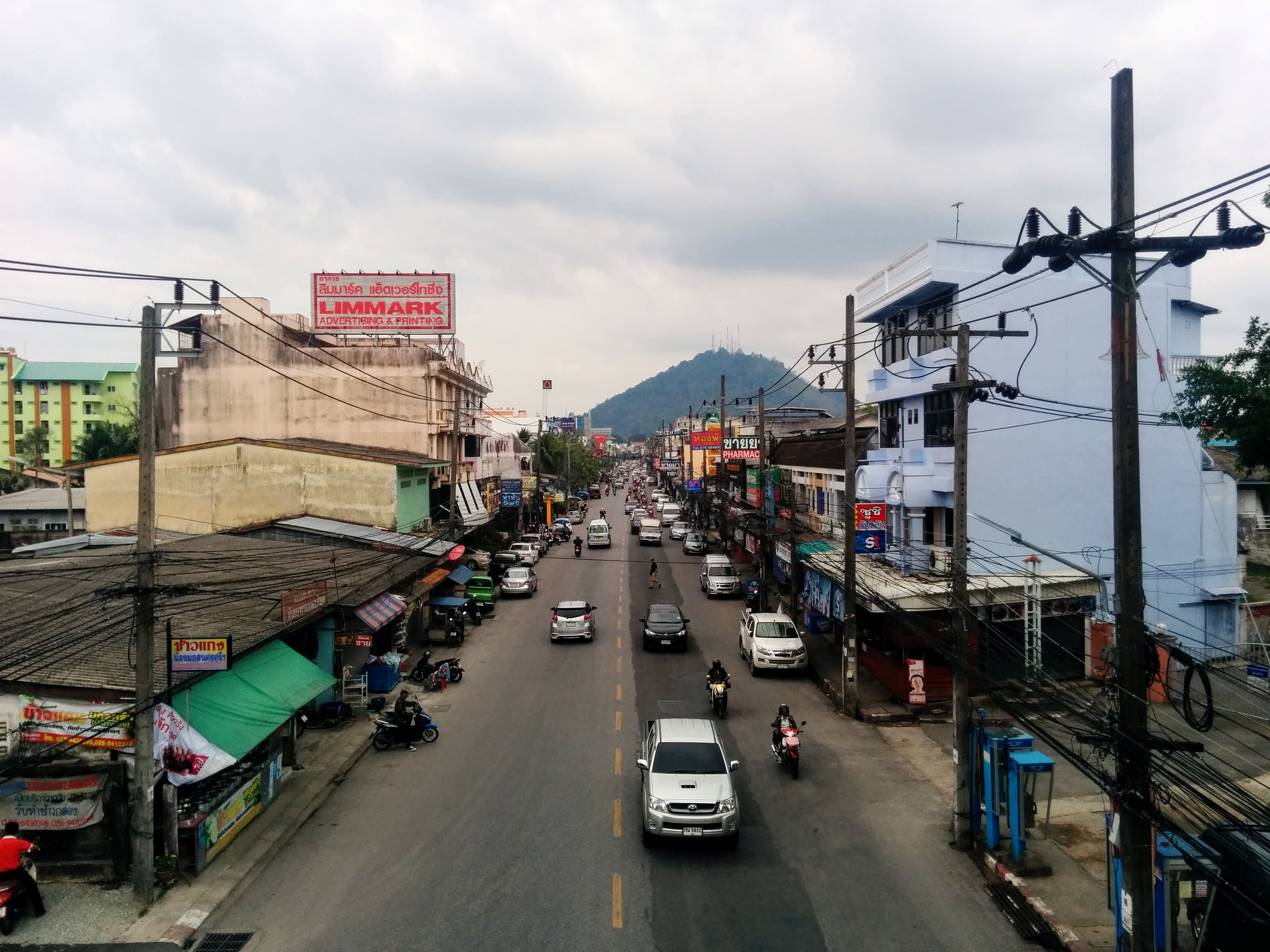
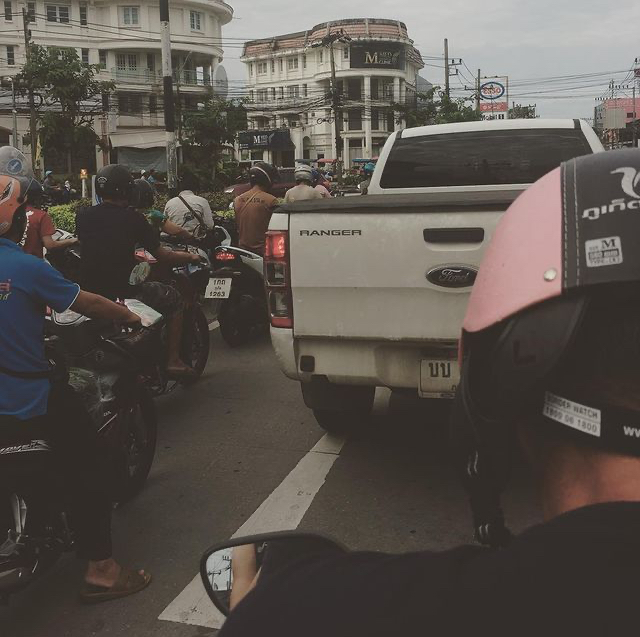

## Histoire
La ville fut fondée au début du XIXe siècle par des marchands chinois et malais venus exploiter les mines d'étain. Elle devint la capitale de l'île dans les années 1850 après que les Birmans eurent ravagé l'ancienne capitale Thalang. En 1890, le roi Chulalongkorn (Rama V) visite Phuket et y dénombre 685 échoppes (maisons "compartiments chinois"), 318 en brique et 367 en bois. Malgré un important incendie qui détruisit la plus grande partie de la cité, celle-ci se développa et prospéra pour devenir le centre commercial, social, et politique de l'île.
Le début du XXe siècle fut une période de forte croissance pour la ville. L'exploitation des mines d'étain et la politique du gouverneur Rasada Korsimbi contribua à la prospérité et à la diversification de l'économie de toute l'île.
Le 13 février 2004, Phuket a obtenu le statut officiel de ville (Thesaban nakhon en thaï), en dépassant les 50 000 habitants.

## Séisme et tsunami de 2004 dans l'océan Indien
Le 26 décembre 2004 à 7h58 heure locale, un séisme d'une magnitude de 9,3 dans l'océan Indien provoqua un tsunami d'une ampleur jamais observée auparavant. A 8h30, ce tsunami frappa les côtes de Thaïlande, avec deux vagues successives qui détruisent plus de 90% des habitations et hôtels de la côte. Ce tsunami provoqua la mort de plus de 220 000 personnes en Asie du Sud et en Asie du Sud-Est : près de 170 000 en Indonésie, 31 000 au Sri Lanka, 16 400 en Inde et 5 400 en Thaïlande, selon les estimations officielles. 

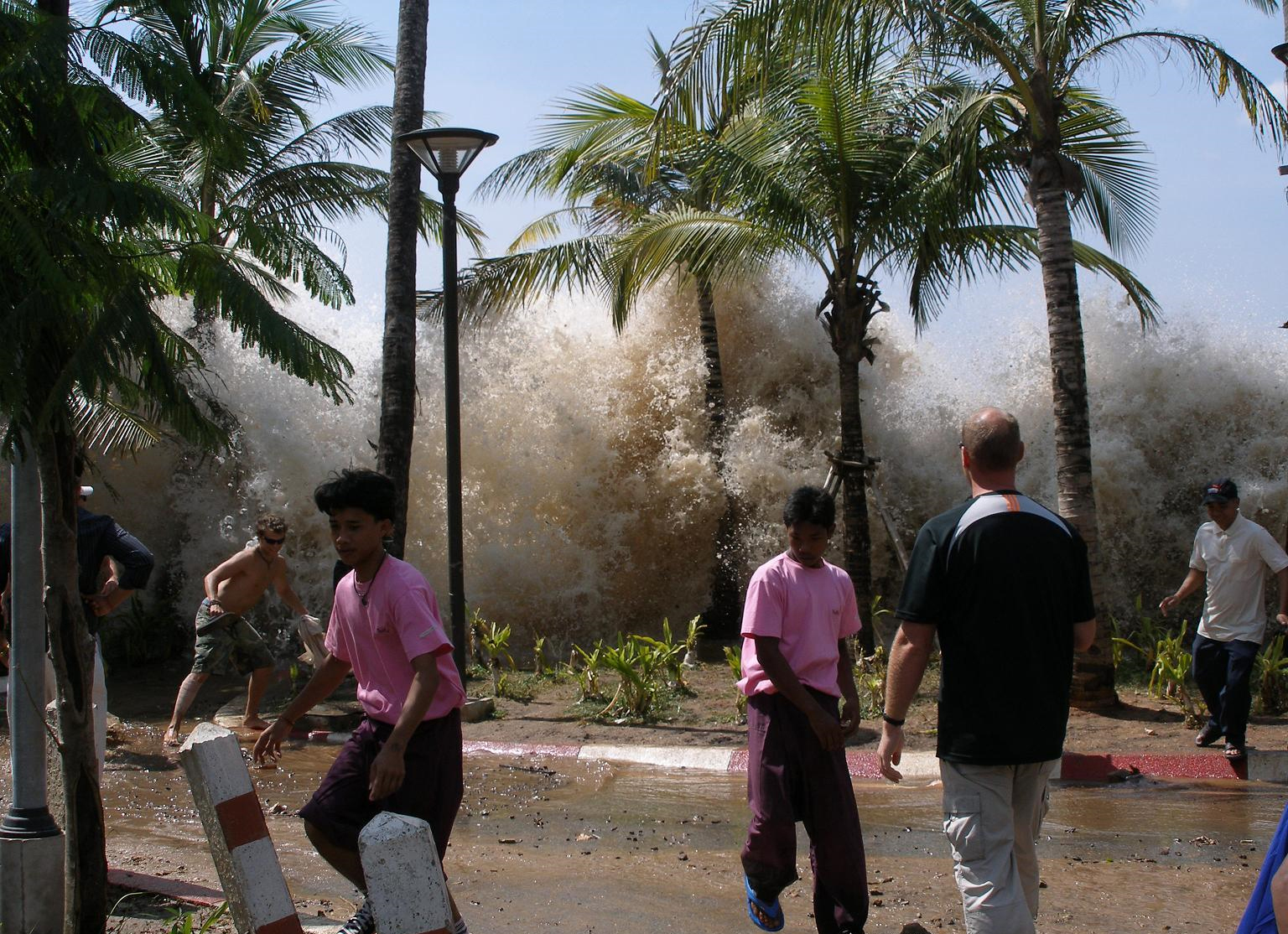
Arrivée de la vague du tsunami dans la baie d'Ao Nang

## Post Covid-19

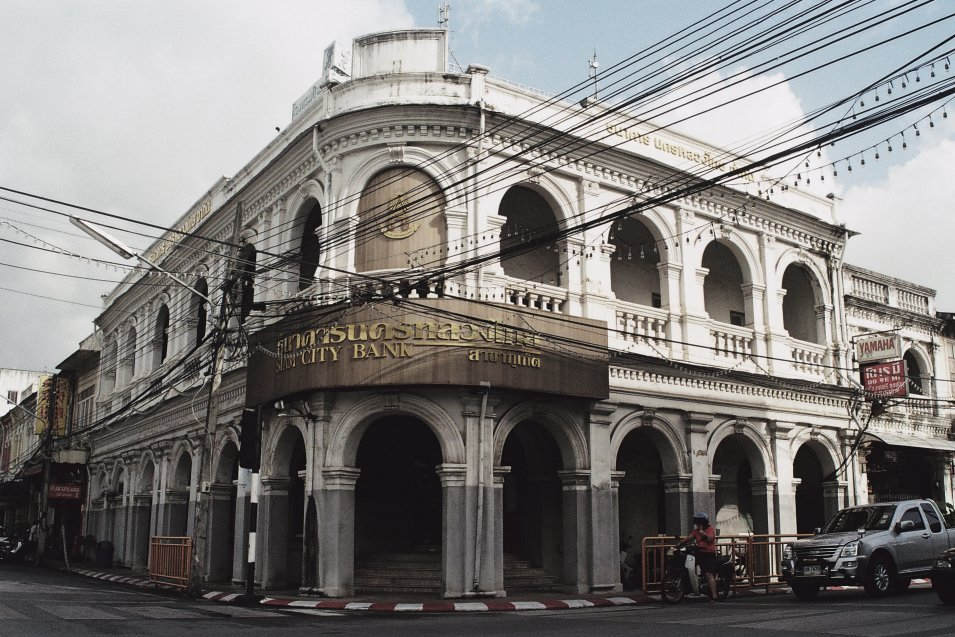
La Standart Chartered Bank dans la rue de Phang Nga (la plus ancienne banque étrangère de Thaïlande) avant réhabilitation

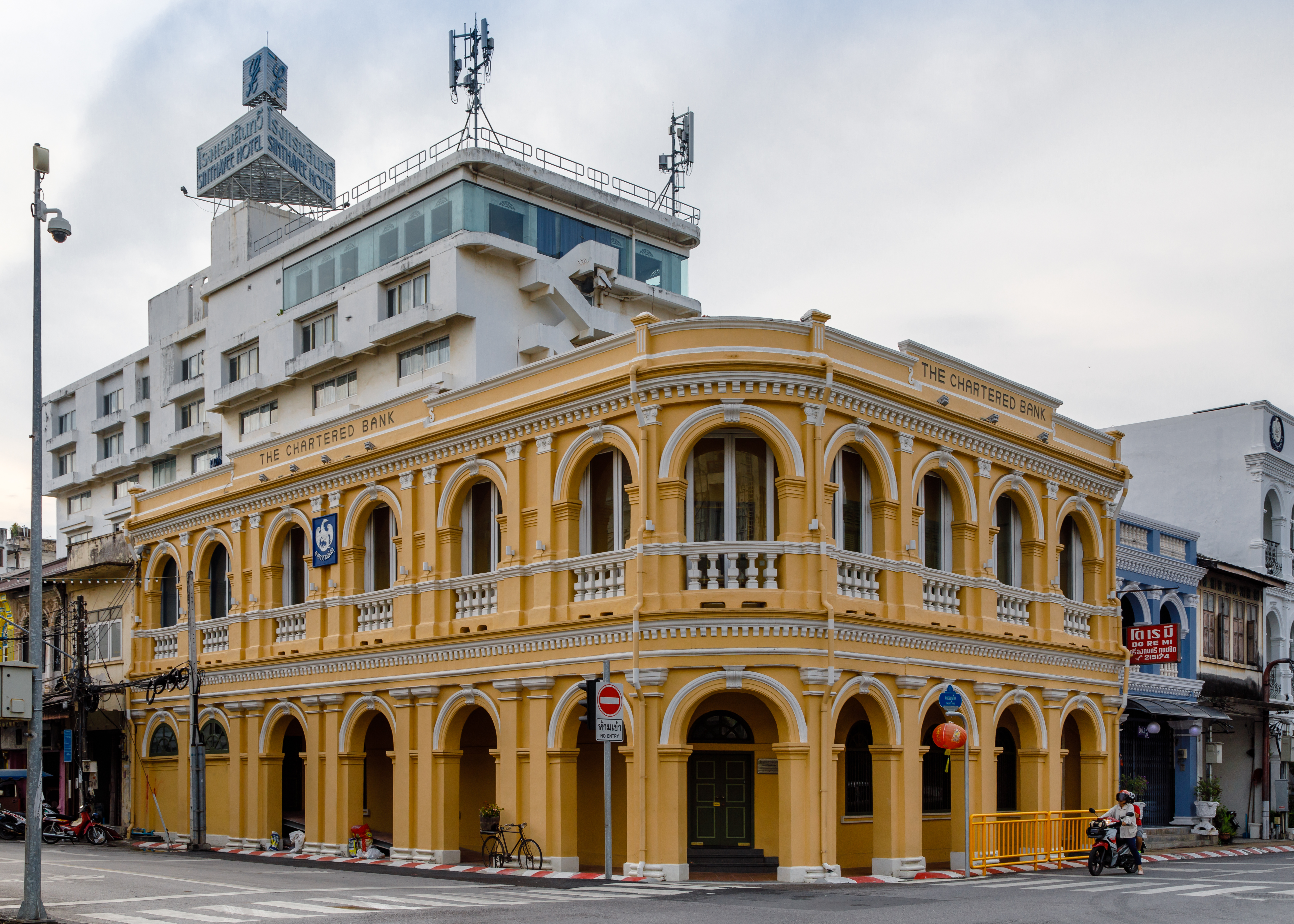
La Standart Chartered Bank devenu Peranakan Museum ou Baba Museum après réhabilitation et restauration en 2017

La vieille ville de Phuket a beaucoup changé depuis la pandémie de coronavirus en Thaïlande. Le gouverneur de Phuket a entrepris un vaste plan de réhabilitation et de restauration de son cœur historique dont l'architecture témoigne de l'influence portugaise datant du XVIe siècle et de l'influence chinoise avec des "compartiments chinois" en bois (thaï : ห้องแถว ; hong thaeo) puis en dur (thaï : ตึกแถว ; tuek thaeo) de style sino-portugais de la seconde moitié du XIXe siècle et  de la première moitié du XXe siècle. Ces fameux "compartiments chinois" ont deux, trois ou quatre niveaux : boutique sur la rue, entrepôt et séjour à l'arrière ; et appartements dans les étages supérieurs.
Voici le nom des rues emblématiques qui témoignent de l'histoire culturelle de la ville de Phuket : 
- Rue de Ranong : Marché de la Ville de Phuket, maison historique de Thai Airways, musée de Thavorn

- Rue de Yaowarat : La maison historique Limpanon

- Rue de Krabi : Le musée Thai Hua consacré à l'histoire de la ville de Phuket, Maison des éléphants bleus (Blue Elephant Mansion), Le Palais de Baan Chinpracha construit par une famille ayant fait fortune dans le commerce de l'étain...

- Rue de Ratsada : Musée de Thavorn, Ancien Palais

- Rue de Phang Nga : Banque Standart Chartered Bank, Sanctuaire de la Lumière Sereine (Seren Light), l’On On Hôtel (le premier hôtel ouvert à Phuket en 1927)...

- Rue de Thalang, principale artère du vieux Phuket avec ses compartiments chinois (shophouses) et ses édifices sino-portugais centenaires : China Inn, le marché du dimanche ...

- Rue de Soi Romanee, au passé sulfureux, ancienne rue des quatre plaisirs accueillant jadis en son sein vin, femmes, opium et jeux[5].

- Rue de Dibuk : Aikwanich Mansion, The Charm Phuket, Cantine Lock Tien, Restaurant Kanom Jin, le Marché indy de Phuket, Casa Raya...

## Galeries

### Vieille ville

Rue de Yaowarat, rue de Krabi, rue de Ratsada...
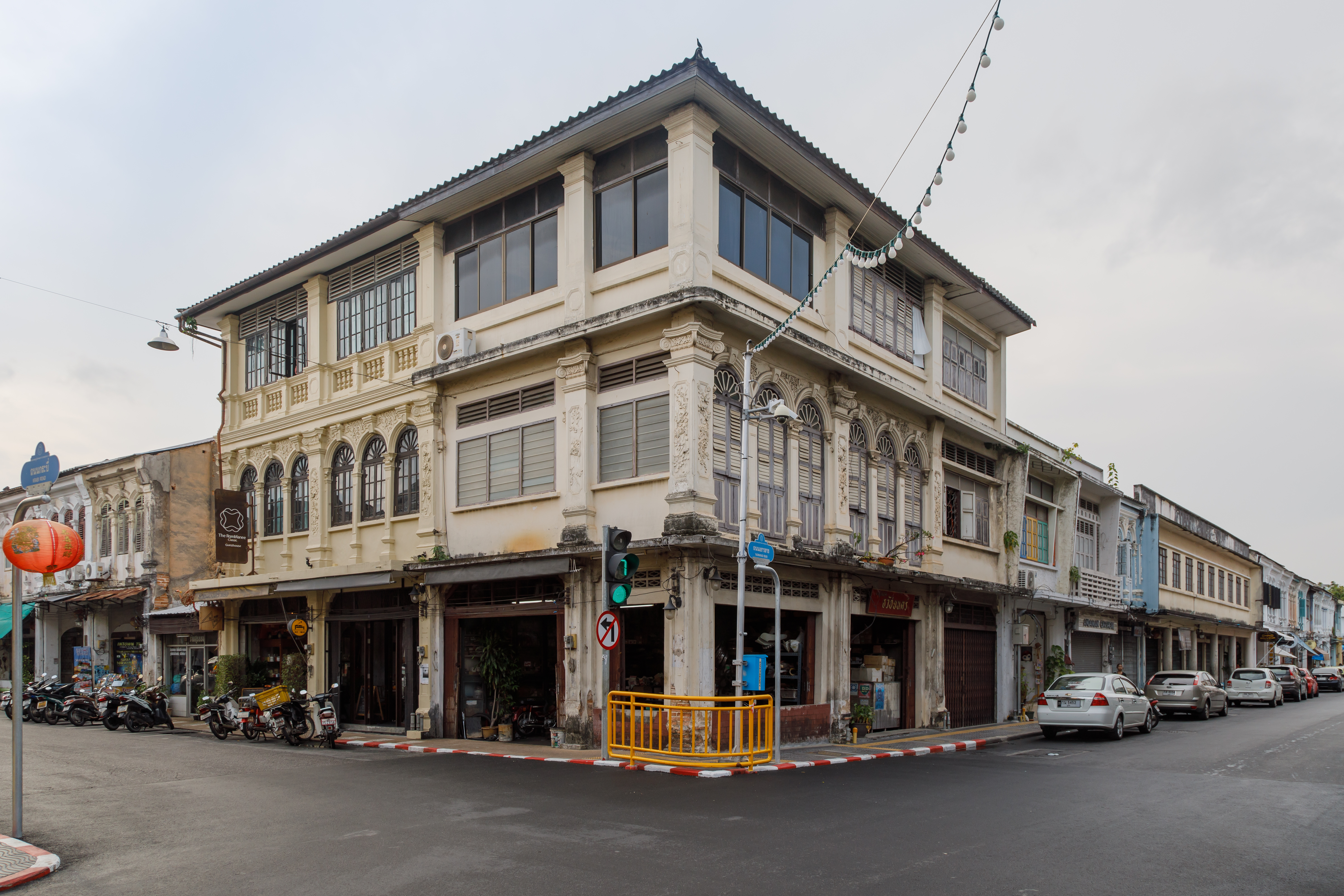
Rue de Yaowarat, compartiment chinois de style sino-portugais
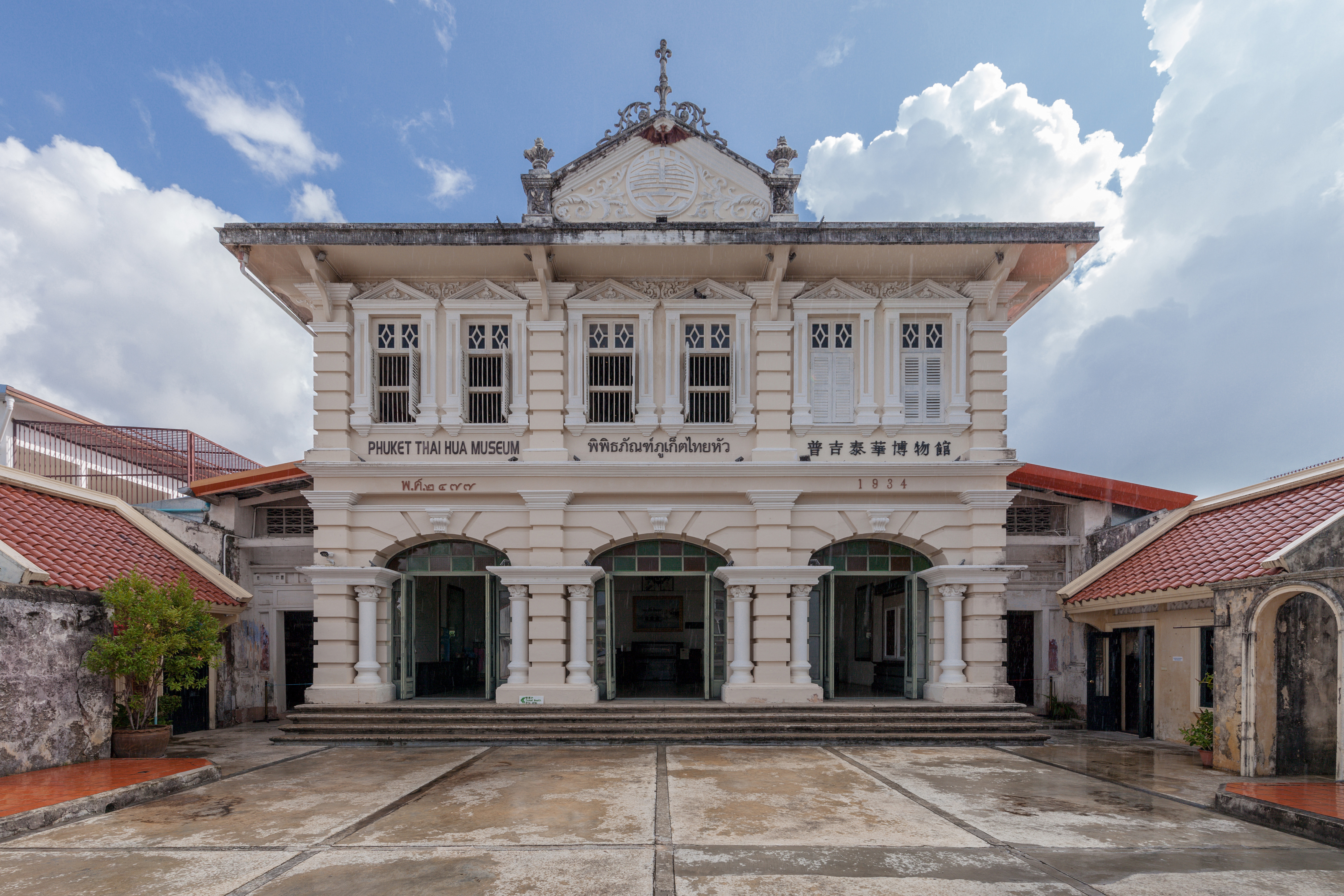
Rue de Krabi : Musée Thai Hua, bâtisse construite en 1934
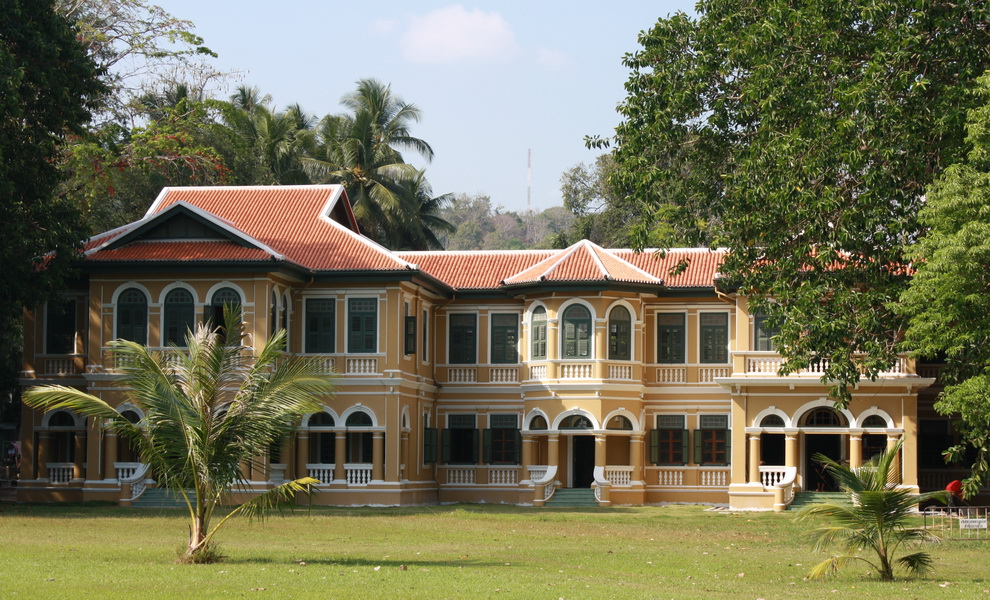
Rue de Krabi : Palais de baan Chinpracha, grande villa sino-portugaise construite en 1904
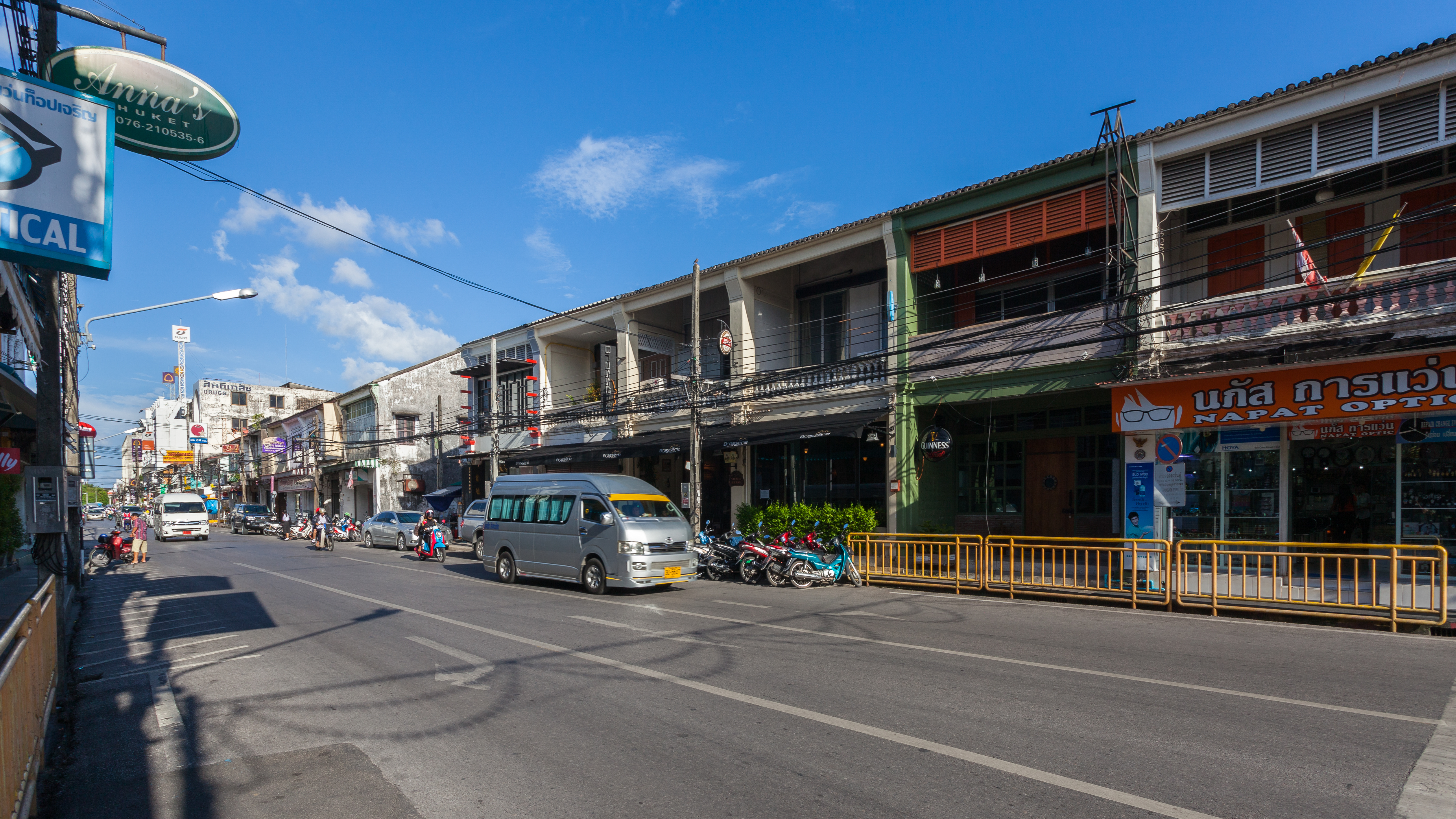
Rue Ratsasa, compartiments chinois classiques
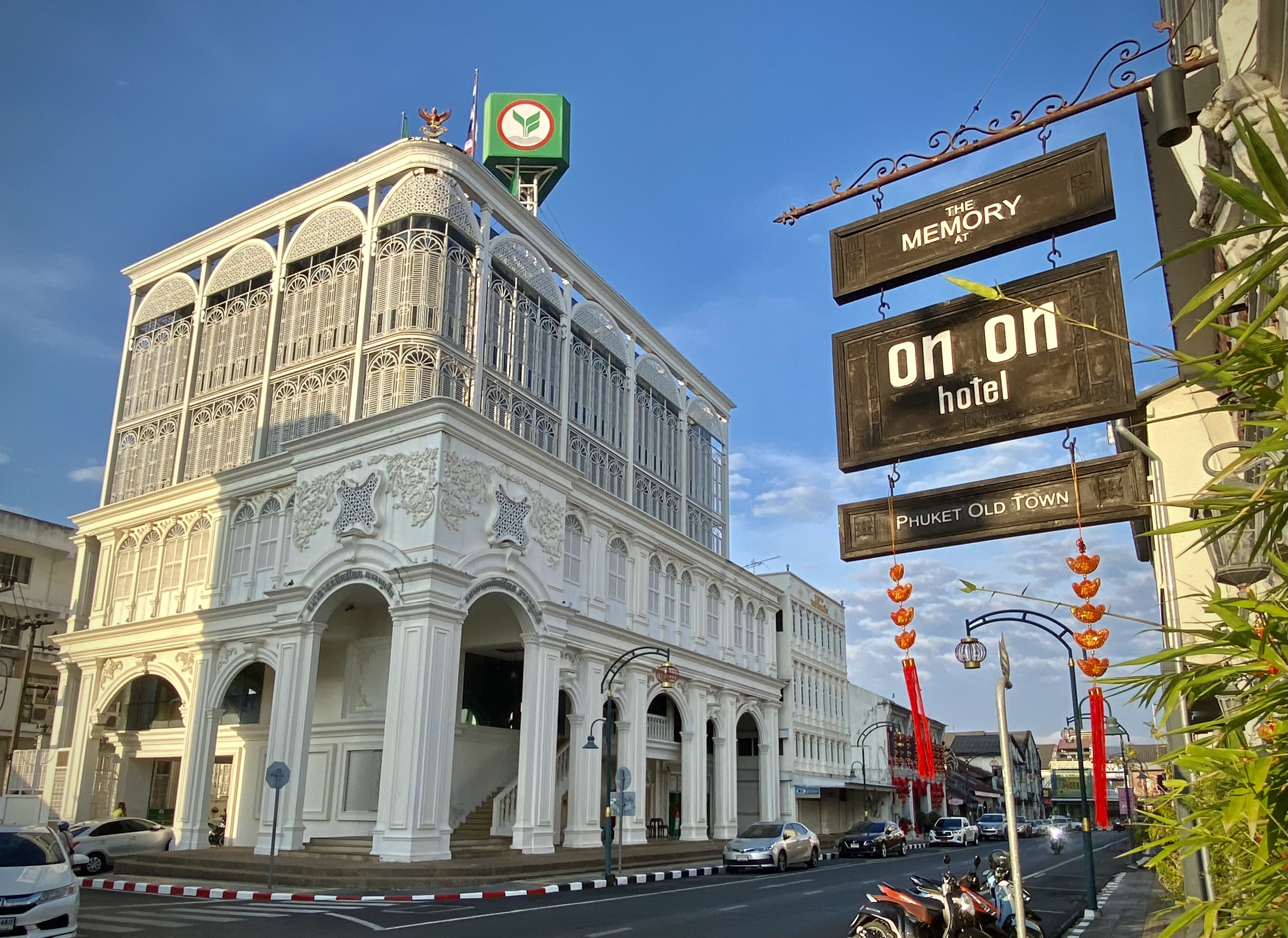
A gauche la banque Kasikorn et à droite l'hôtel On On, le plus ancien hôtel de Phuket, ouvert depuis 1927 et totalement rénové en 2012

Rue de Thalang
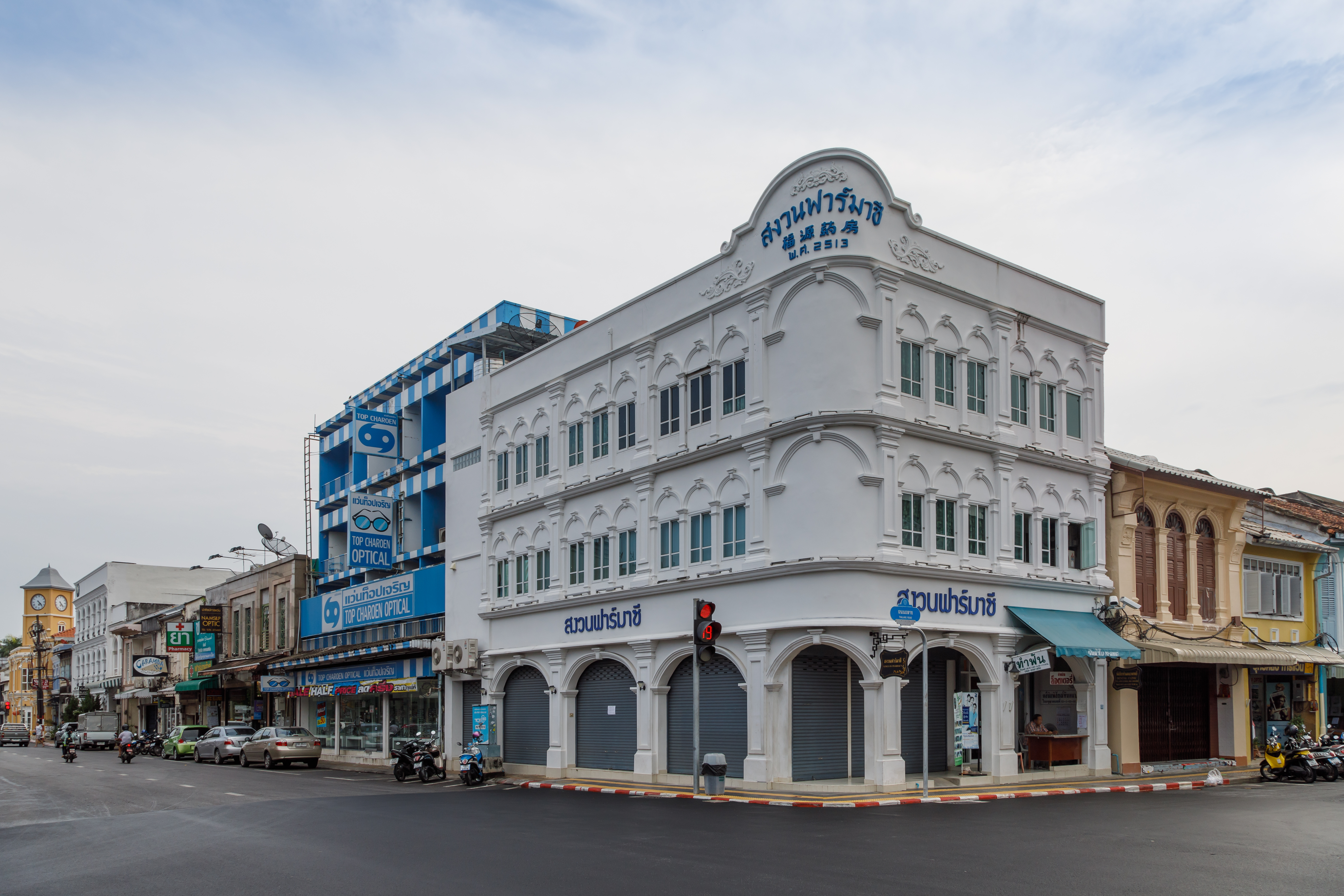
Pharmacie Sa-nguan, compartiment chinois de style sino-portugais
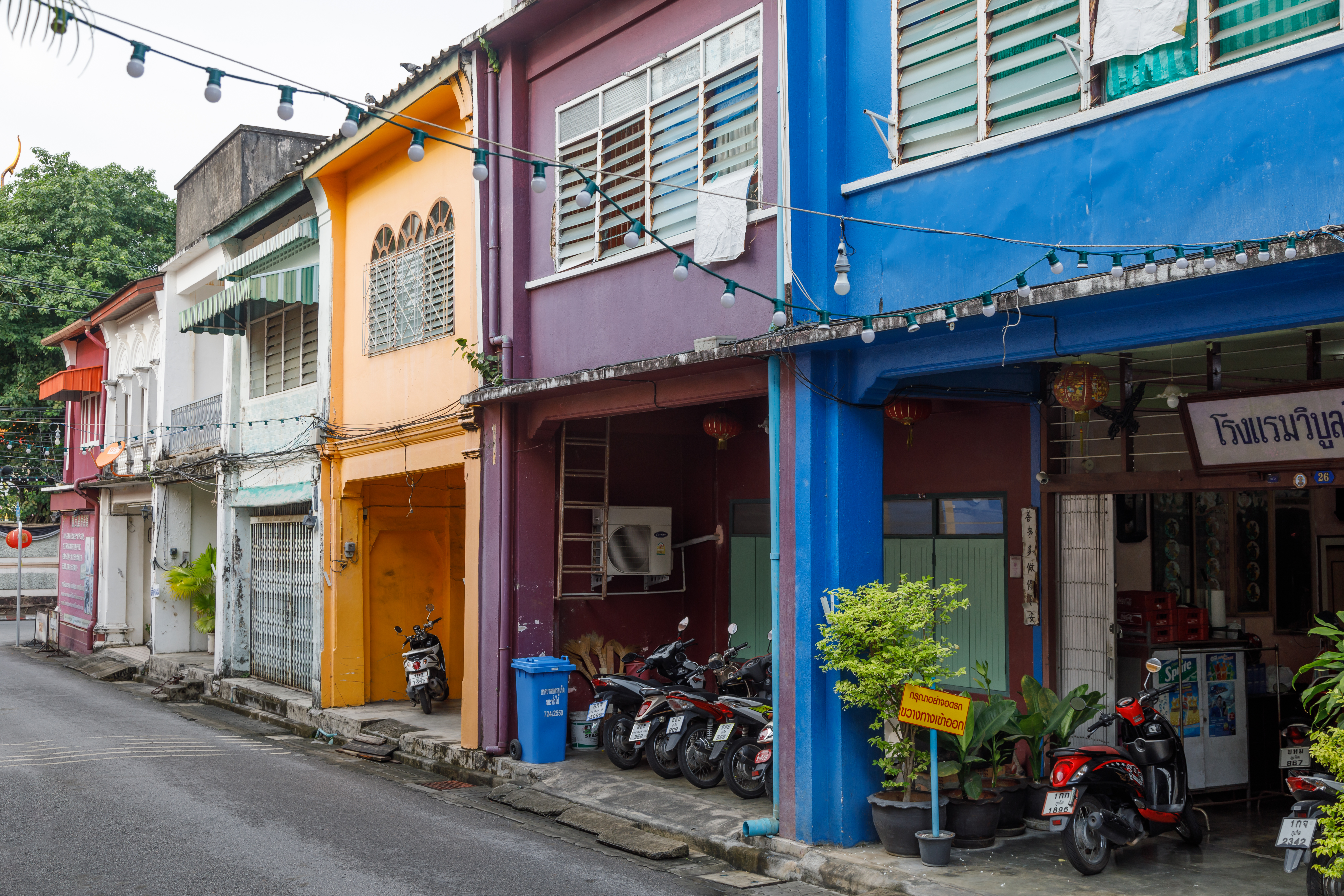
Compartiments chinois classiques
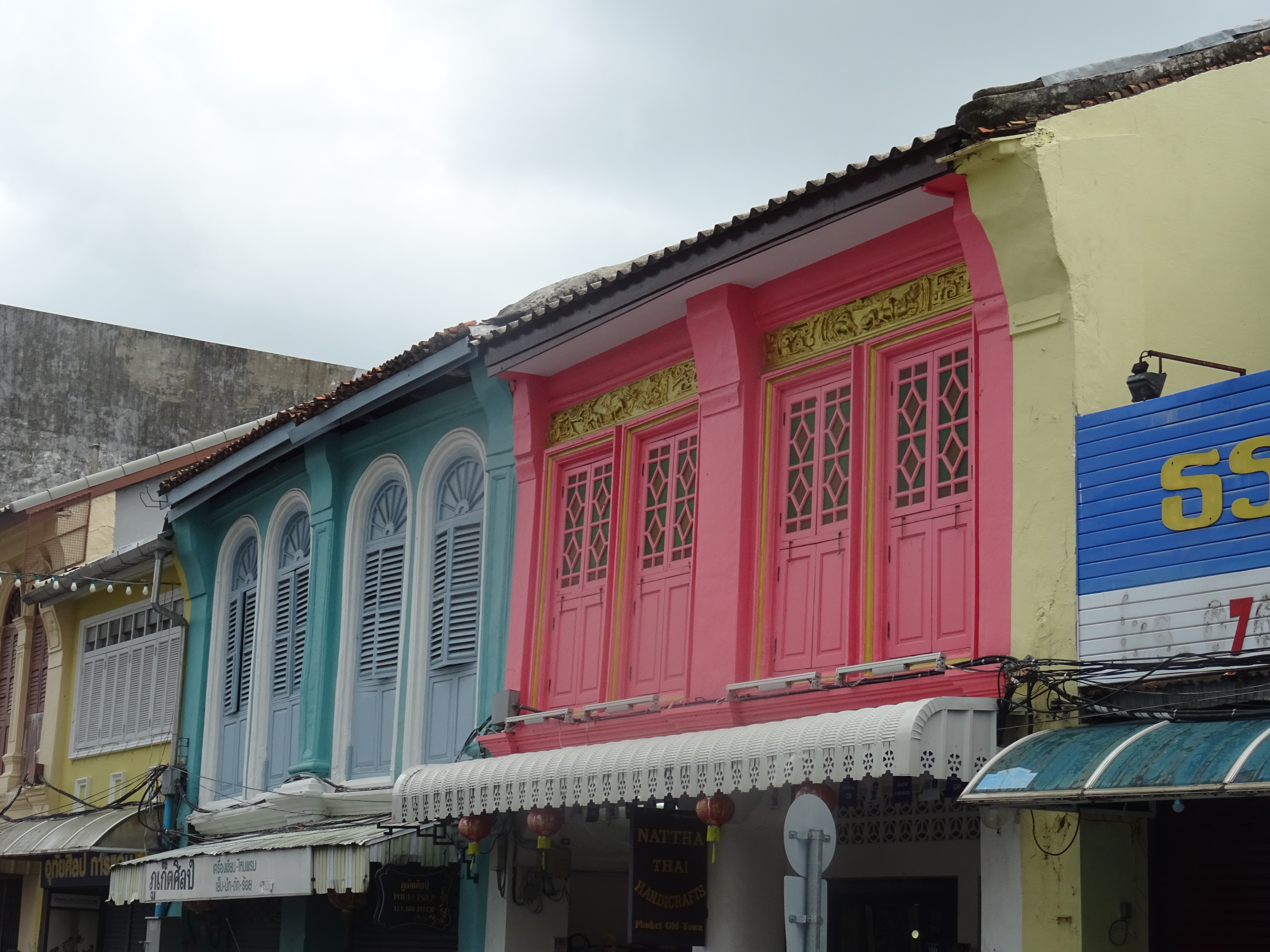
Compartiments chinois de style sino-portugais
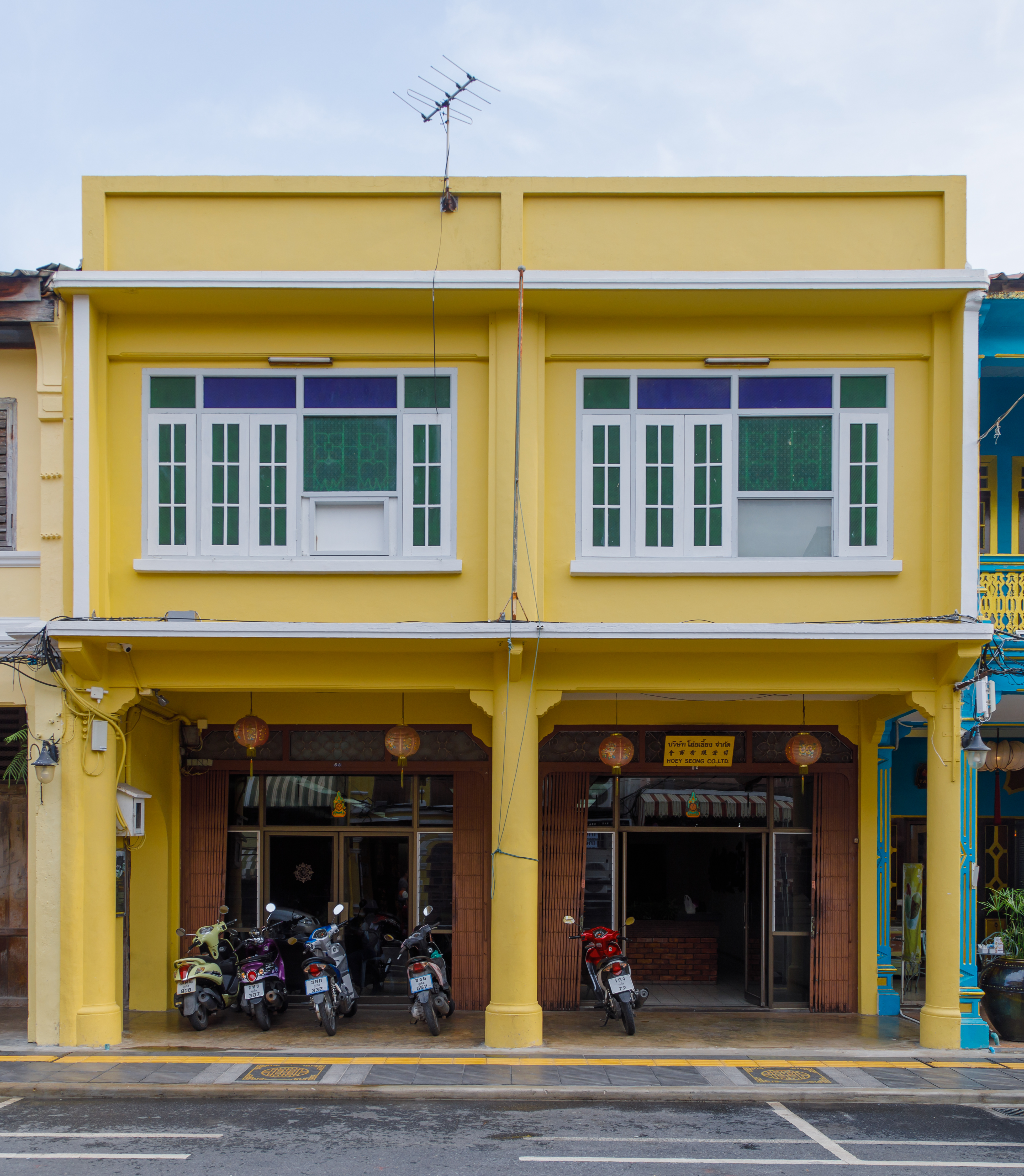
Compartiment chinois
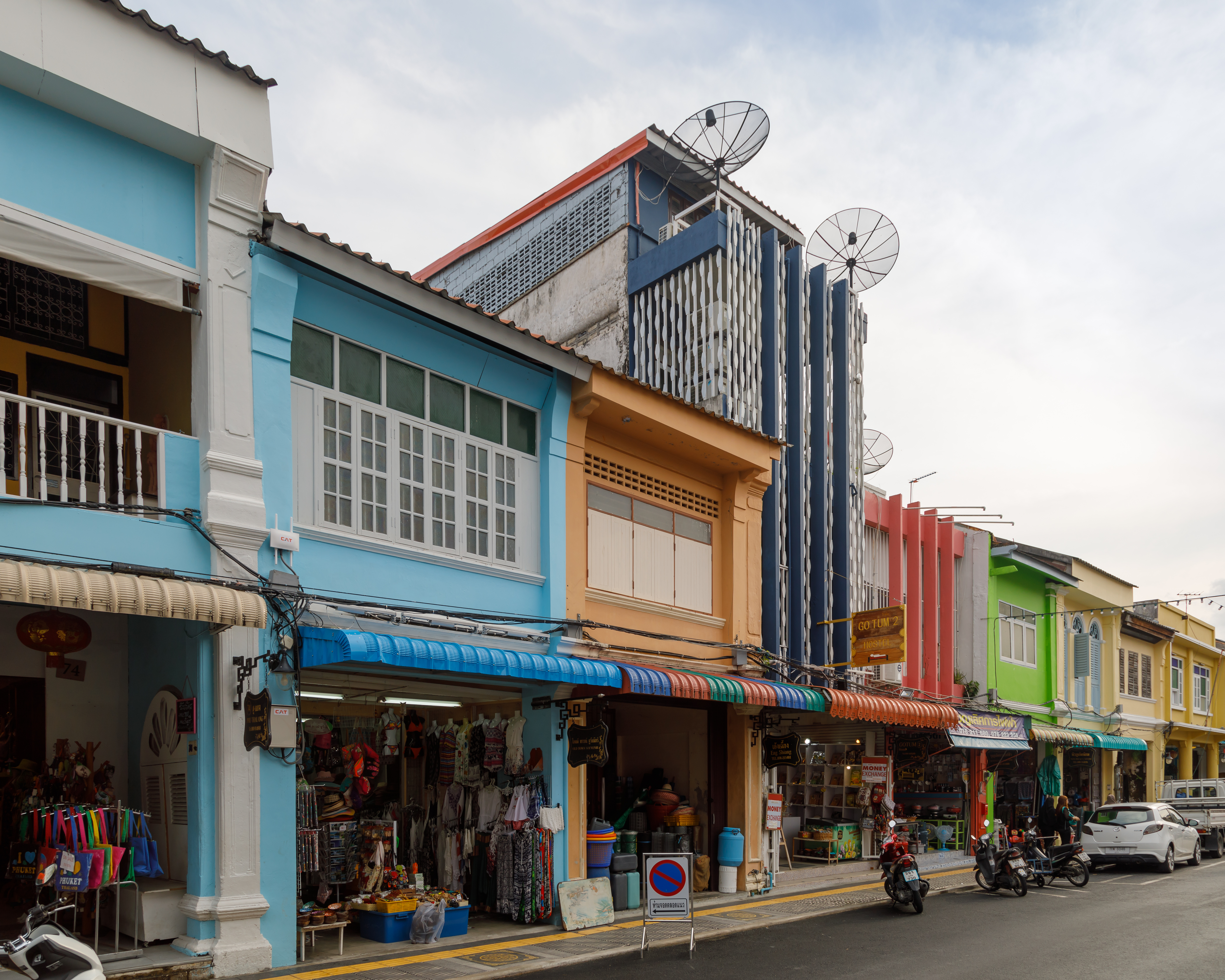
Commerces de textile, cafés, restaurants...
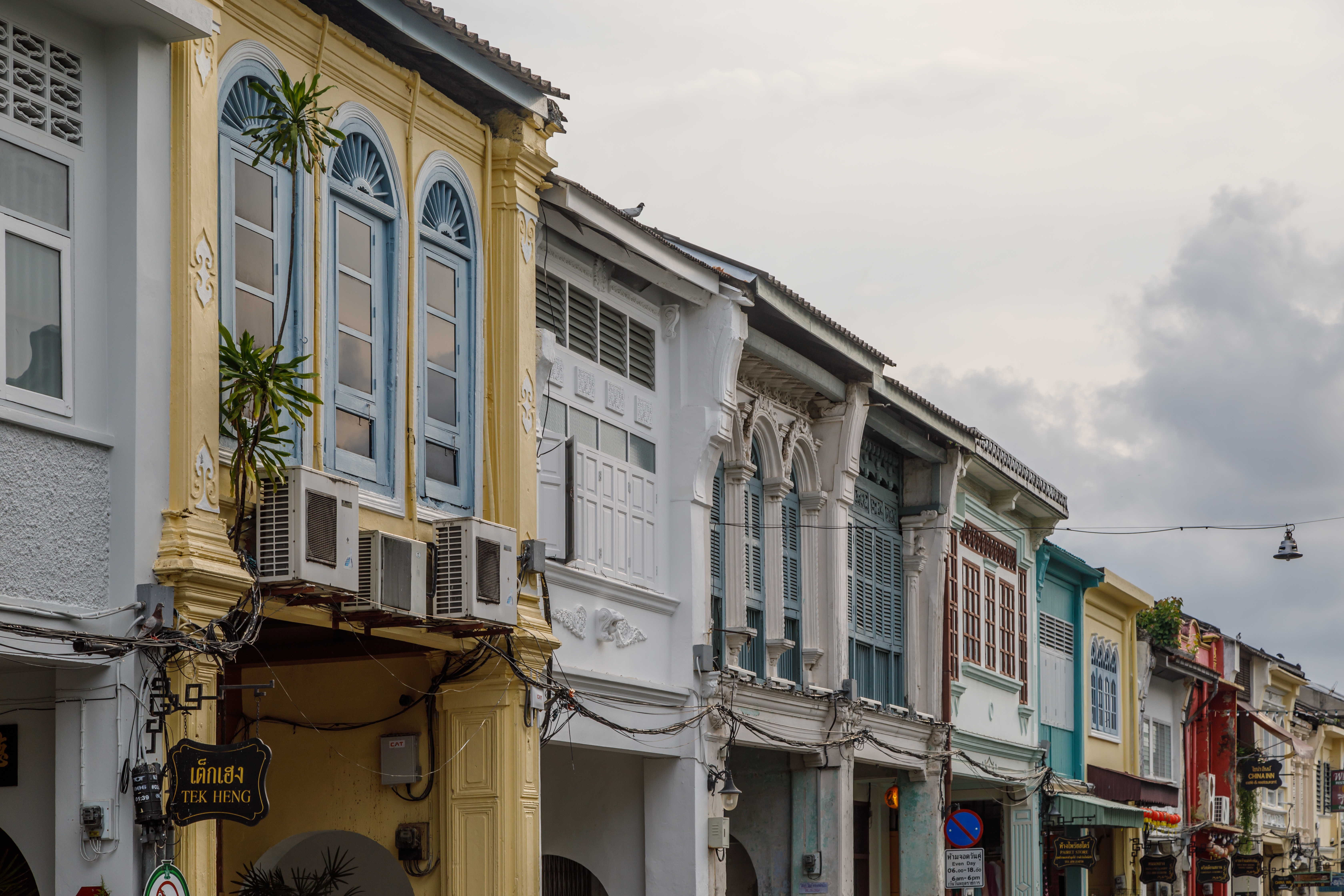
Compartiments chinois de style sino-portugais
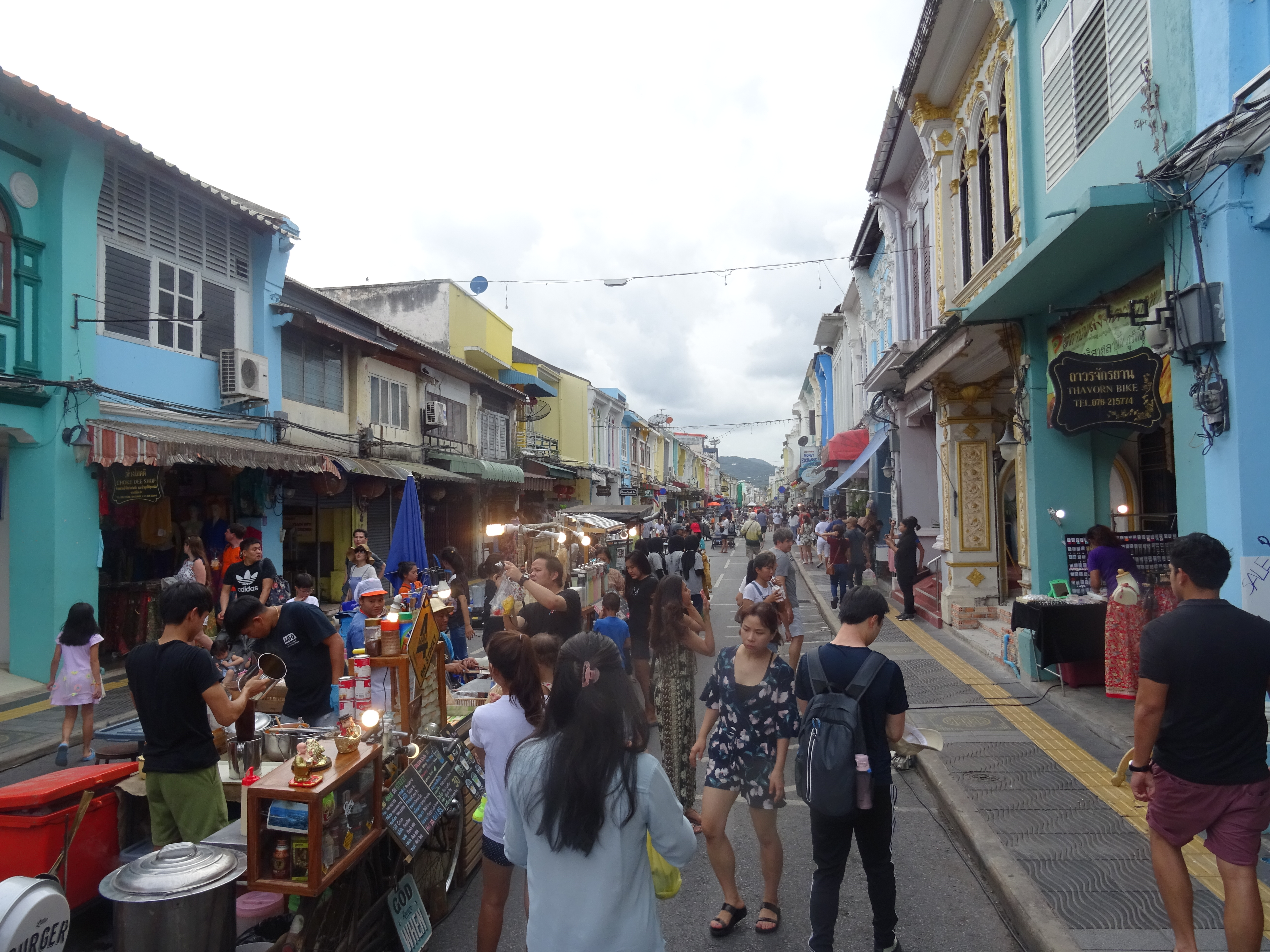
Marché du dimanche
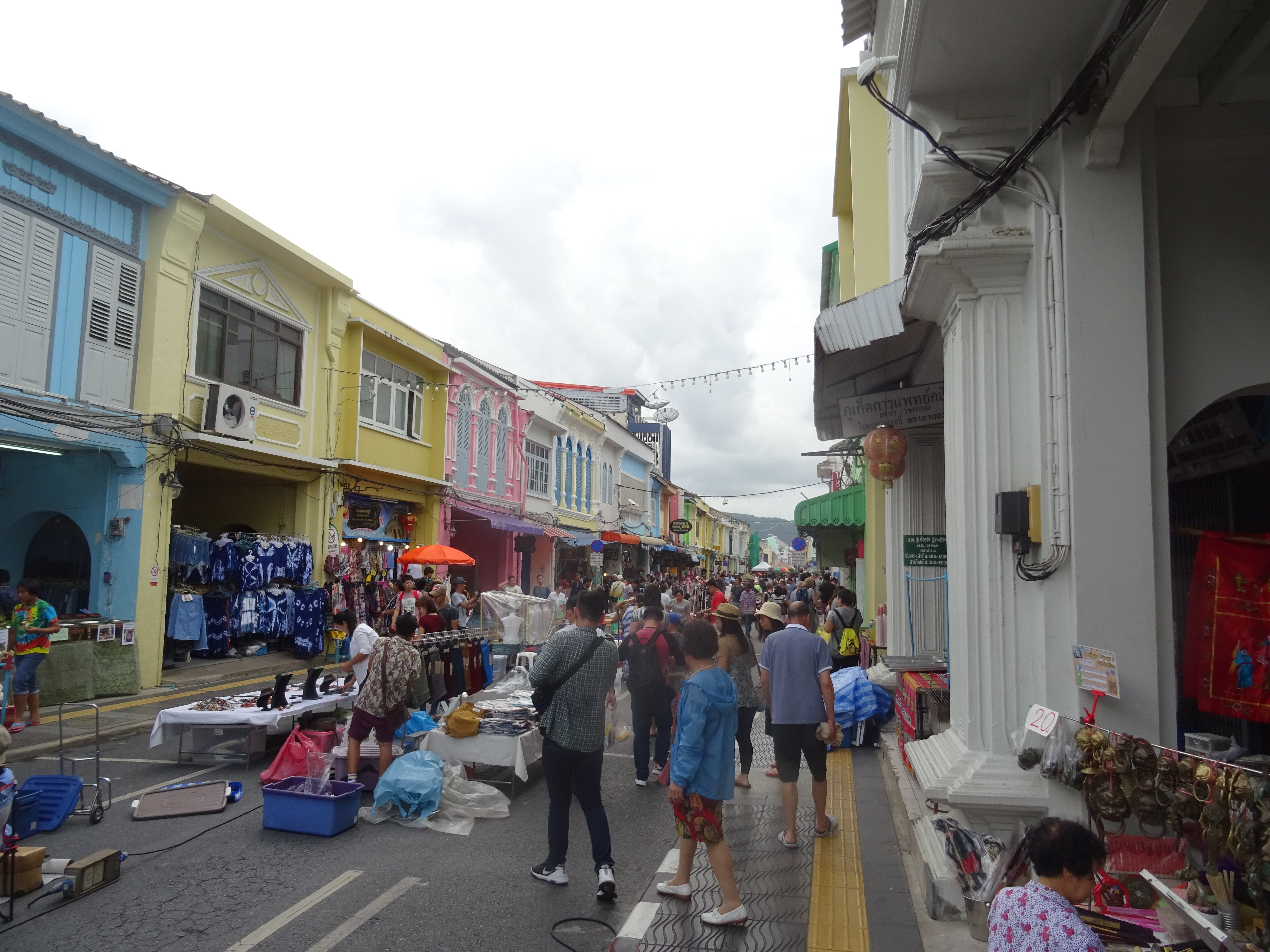
Marché du dimanche
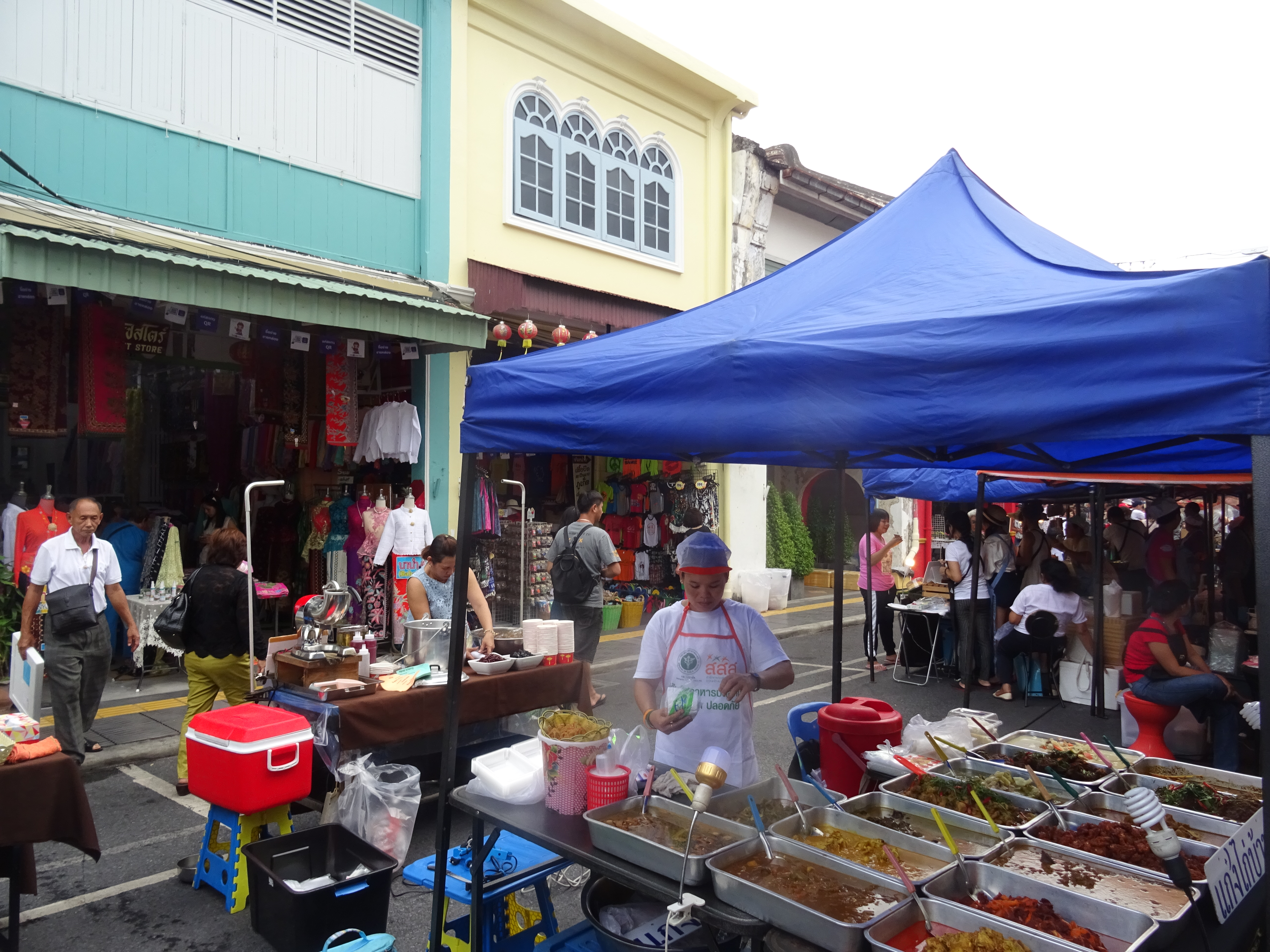
Marché du dimanche
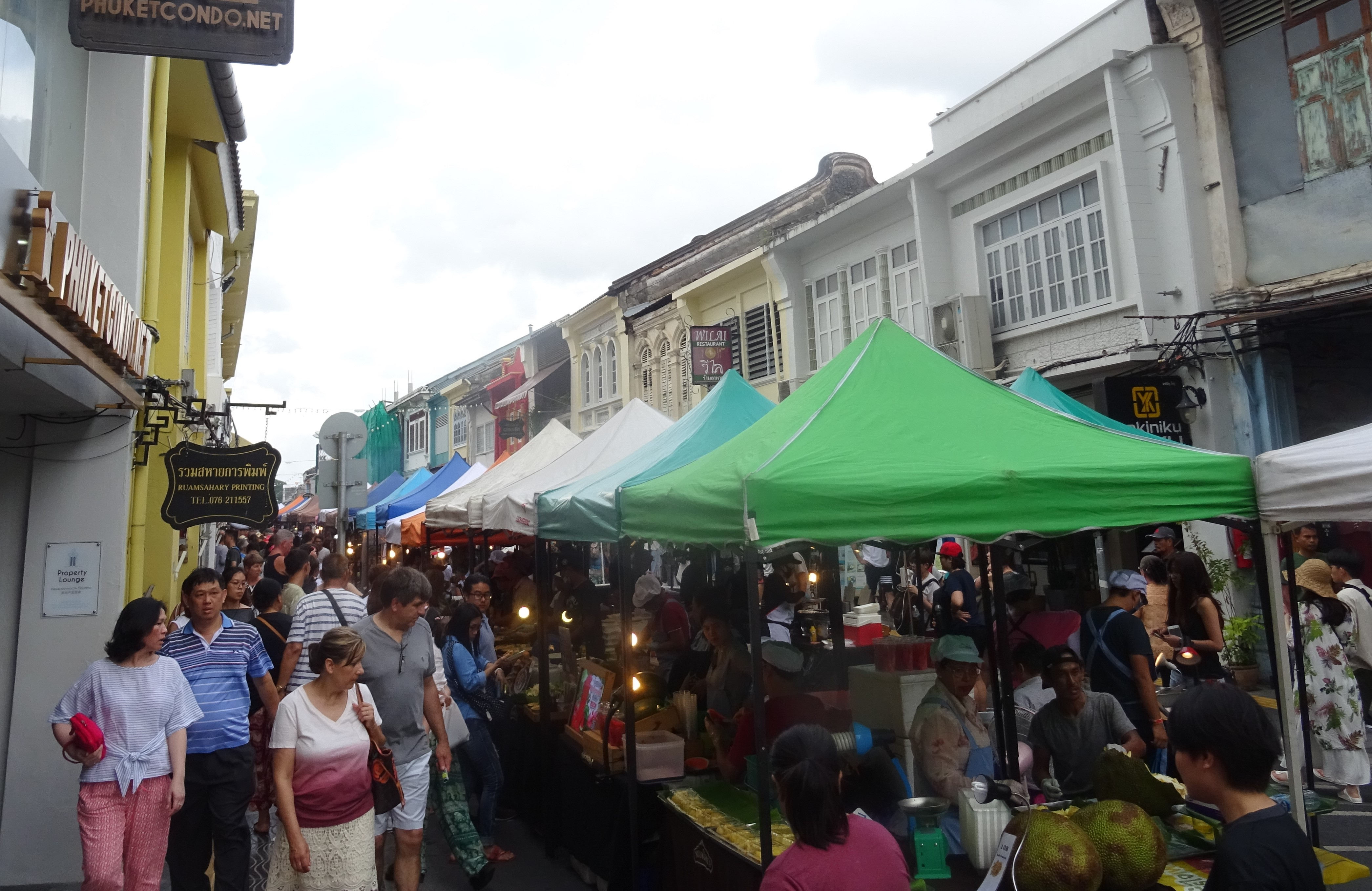
Marché du dimanche

Rue de Soi Romanee, architecture sino-portugaise
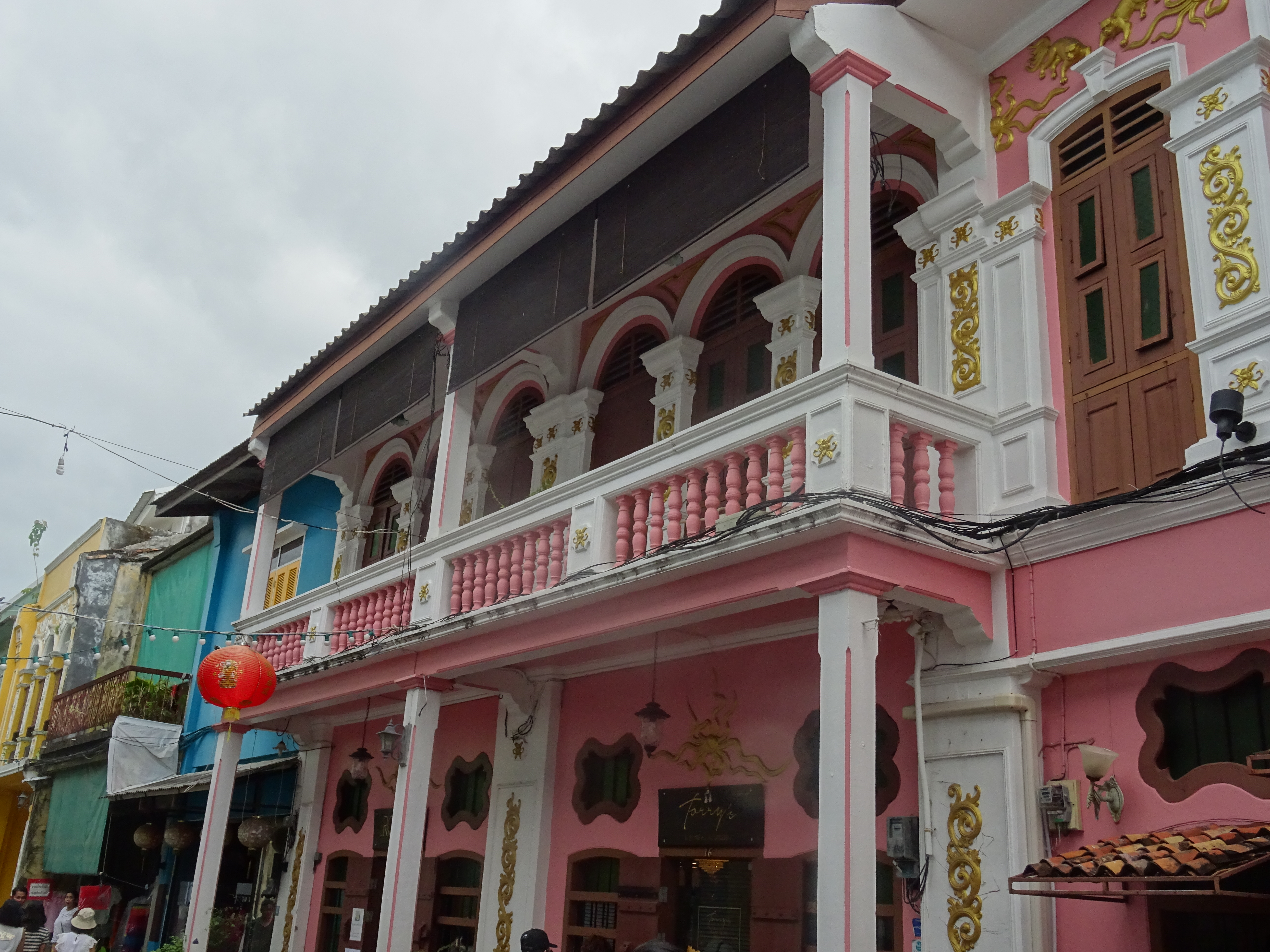
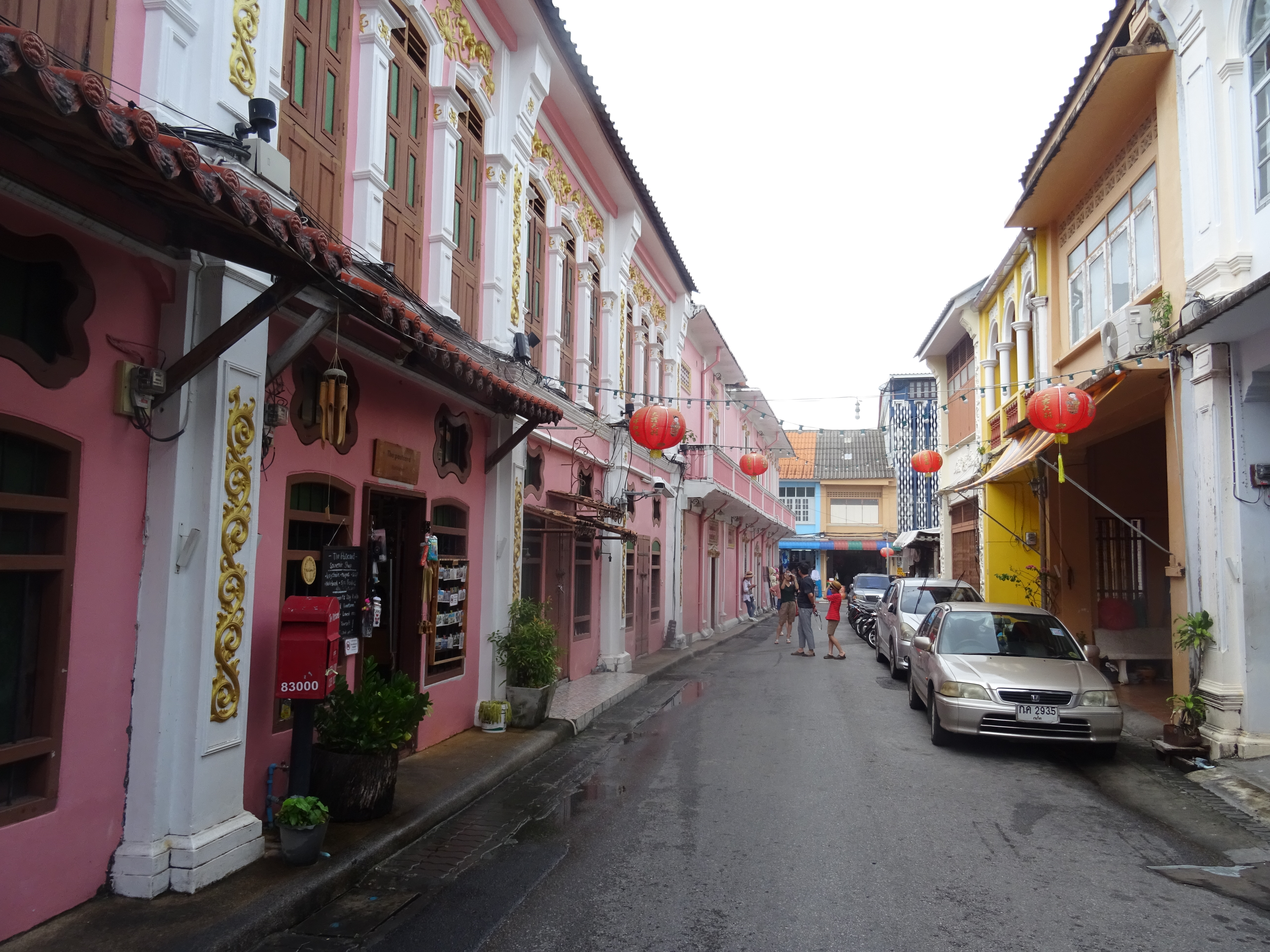
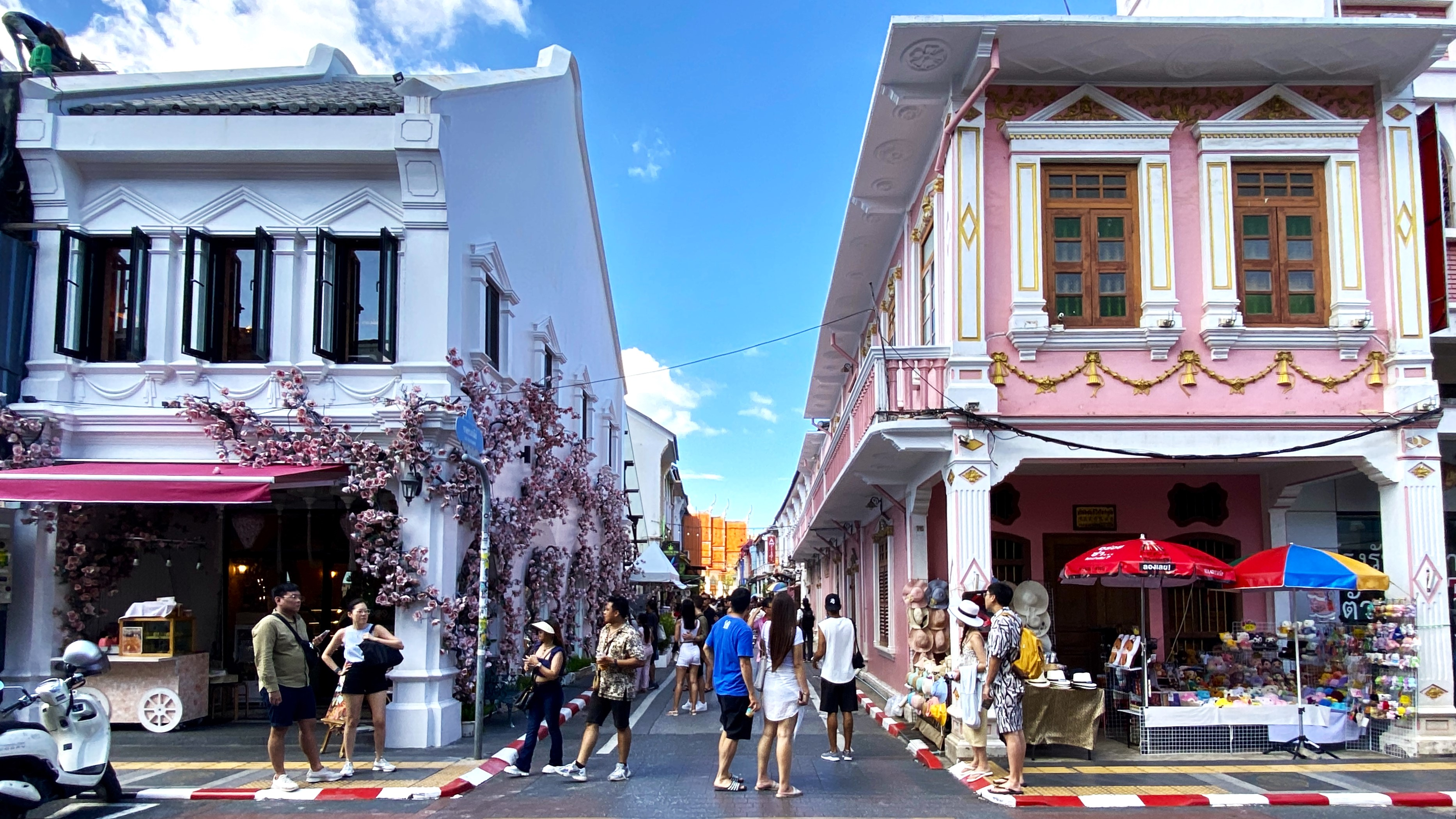
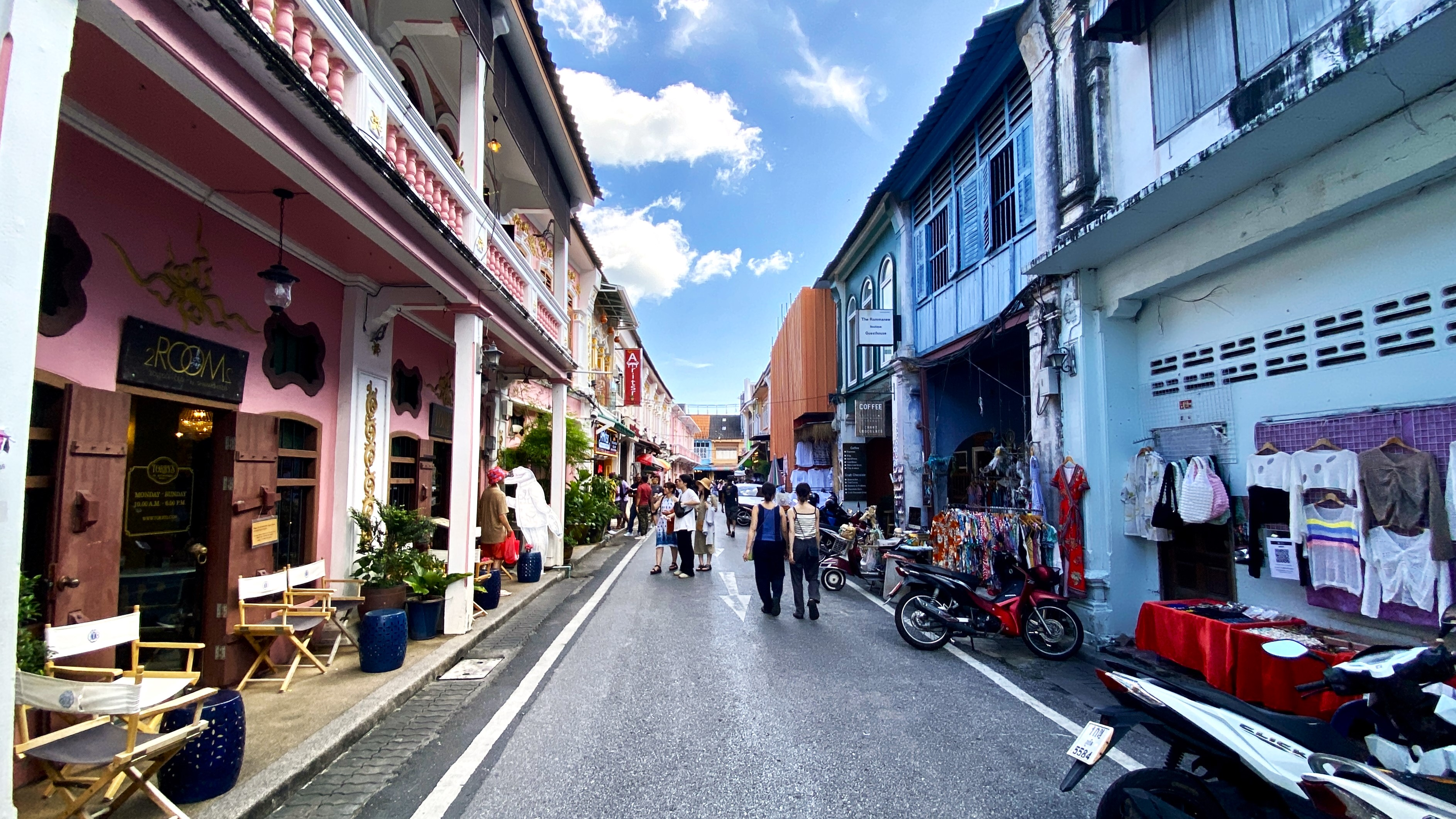
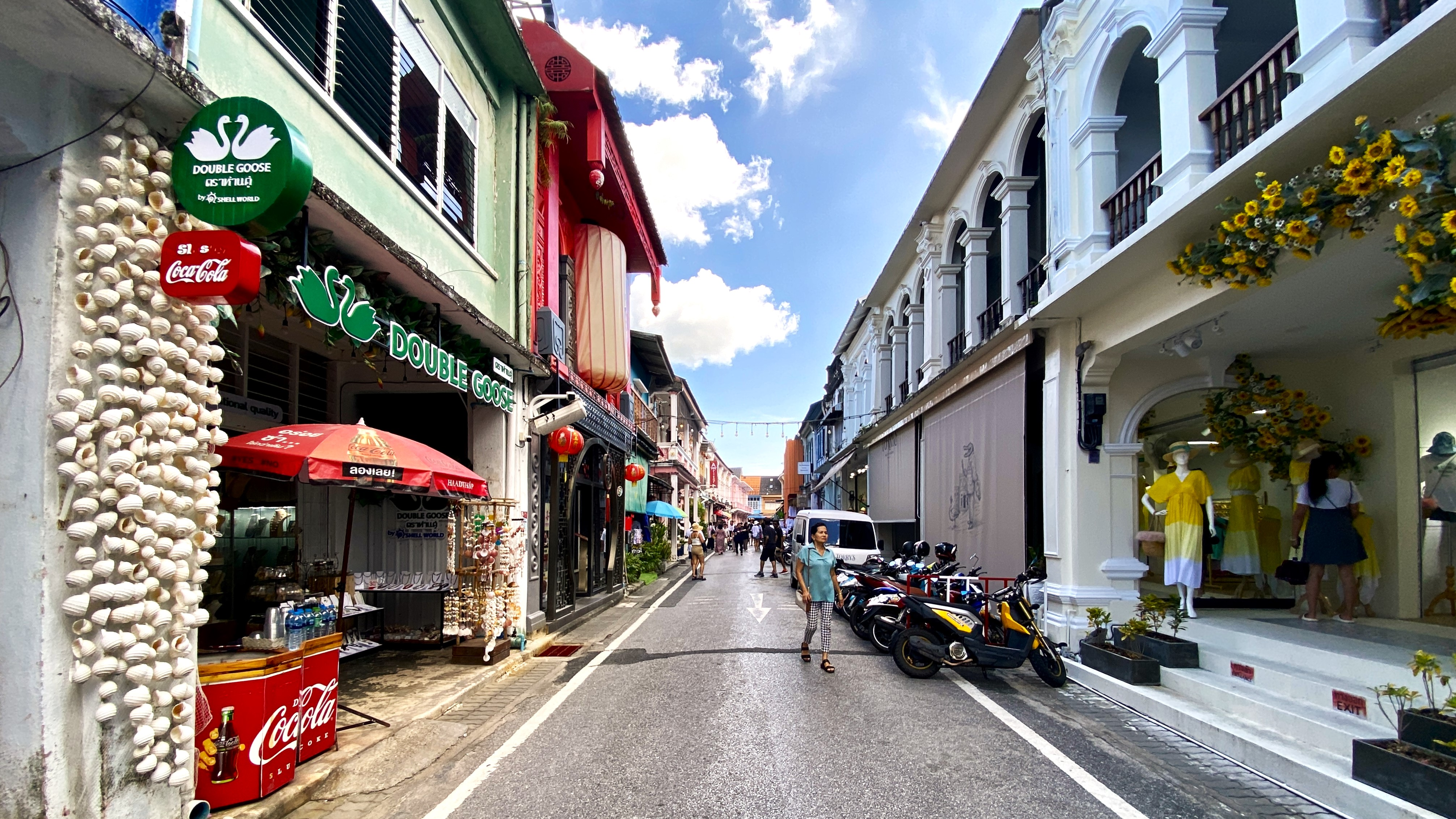

Rue de Dibuk
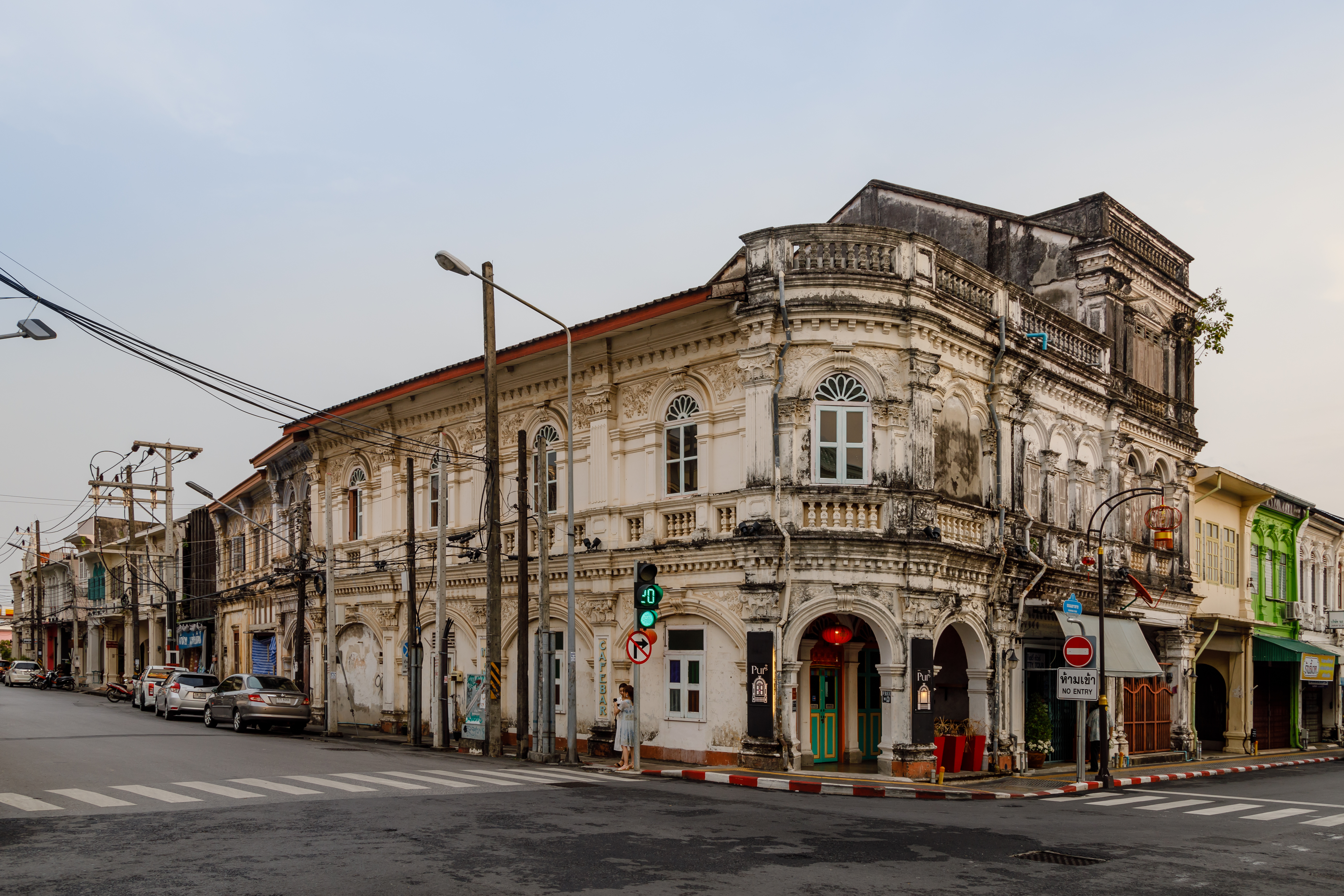
En 2017, compartiment chinois de style sino-portugais vétuste et non restauré
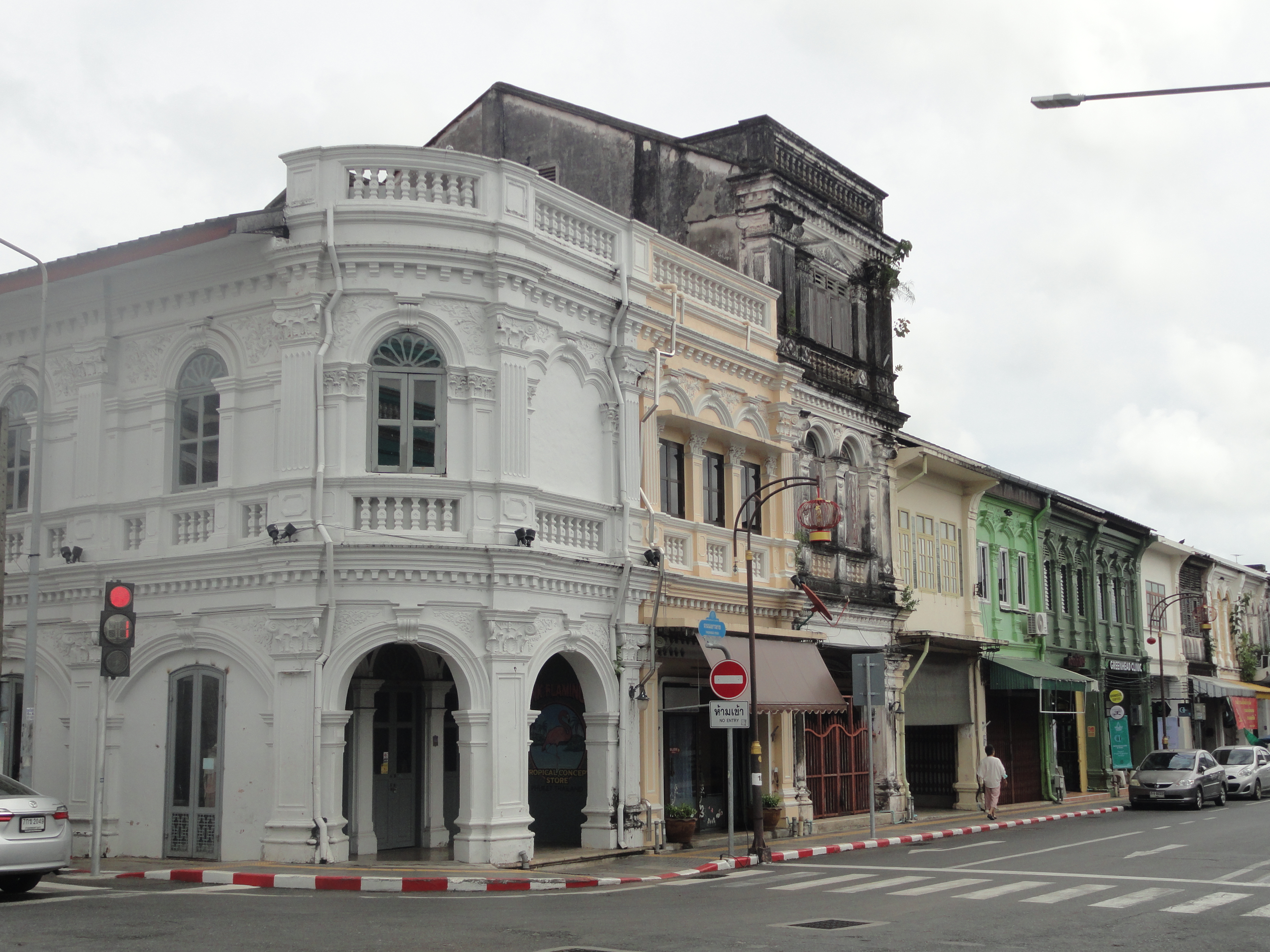
En 2022, le même compartiment chinois de style sino-portugais restauré
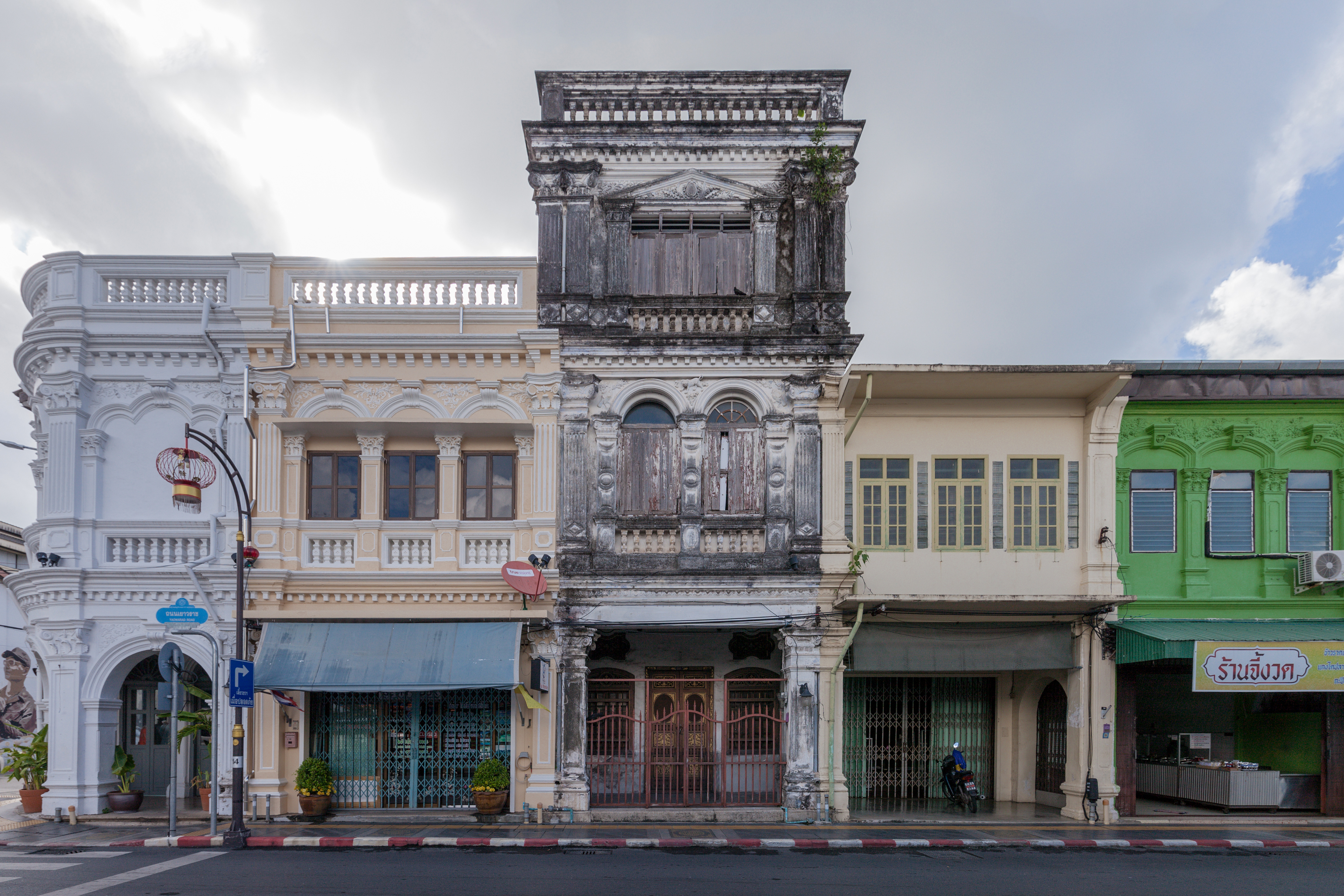
En 2019
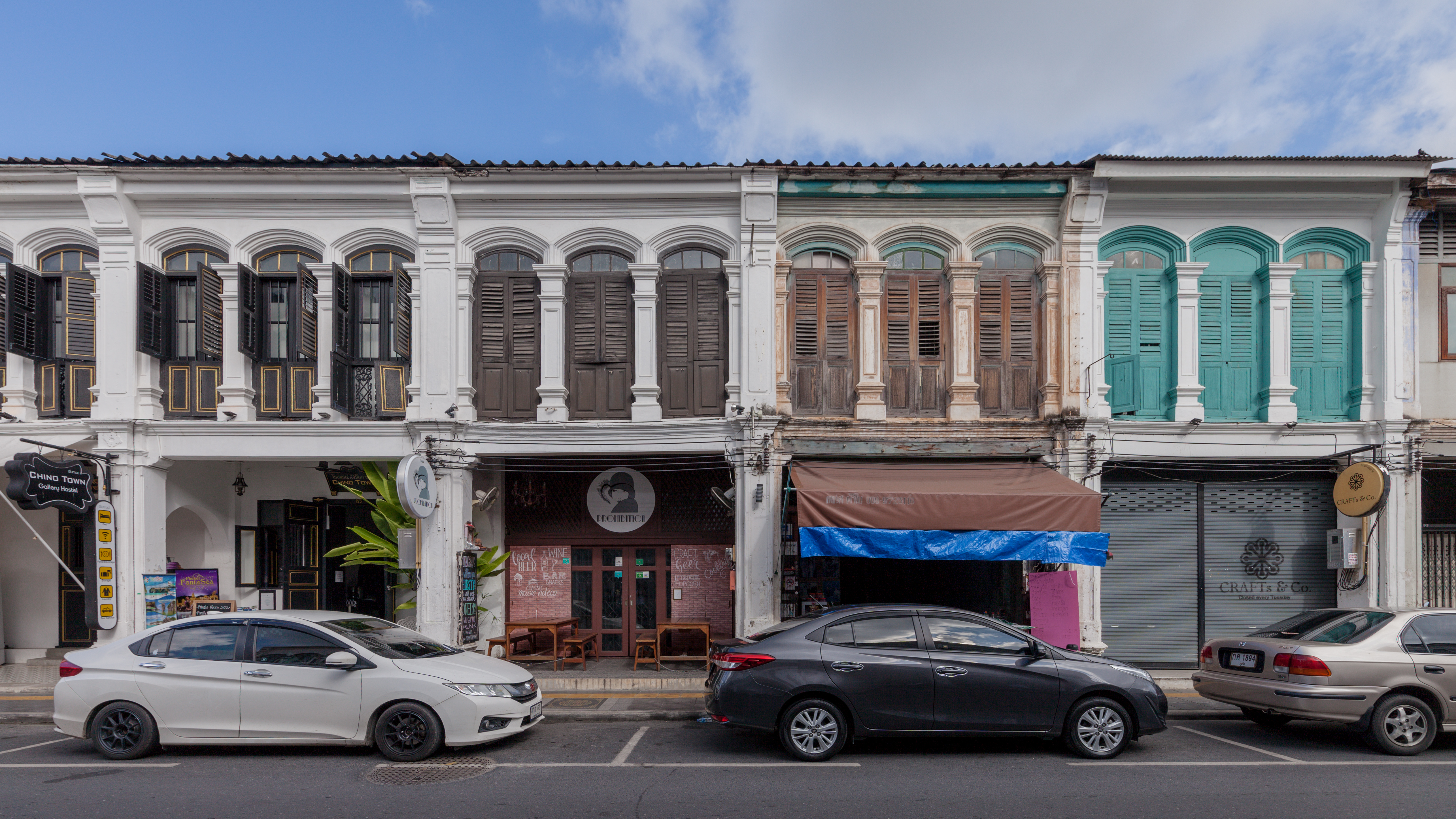
En 2019
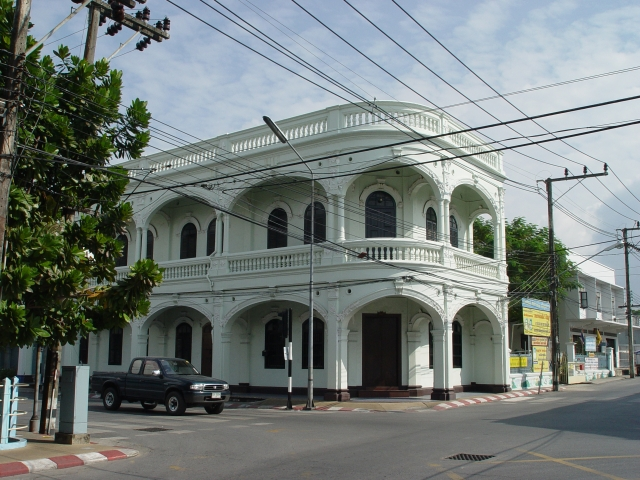
En 2004, Aikwanich Mansion
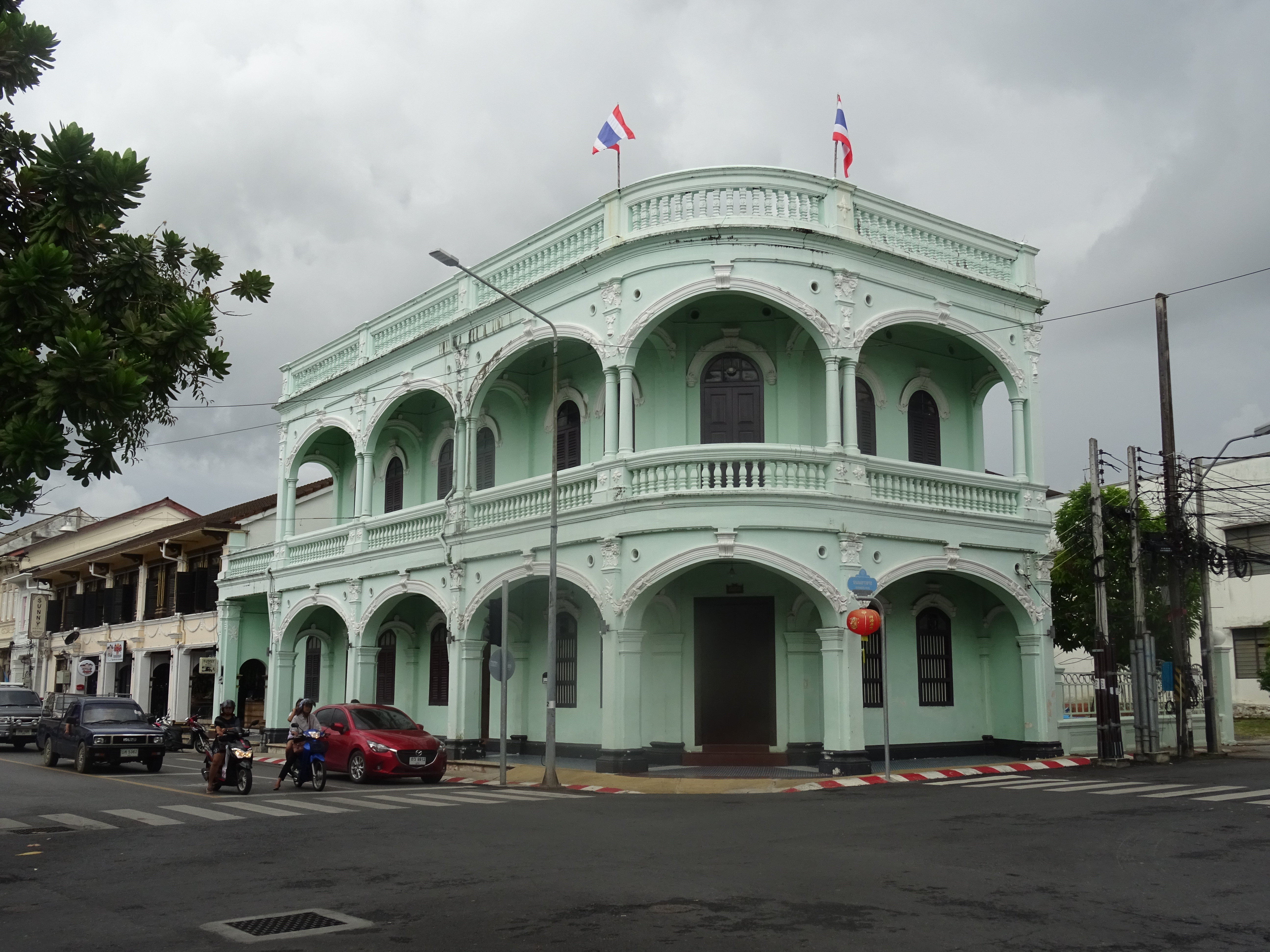
En 2018, Aikwanich Mansion
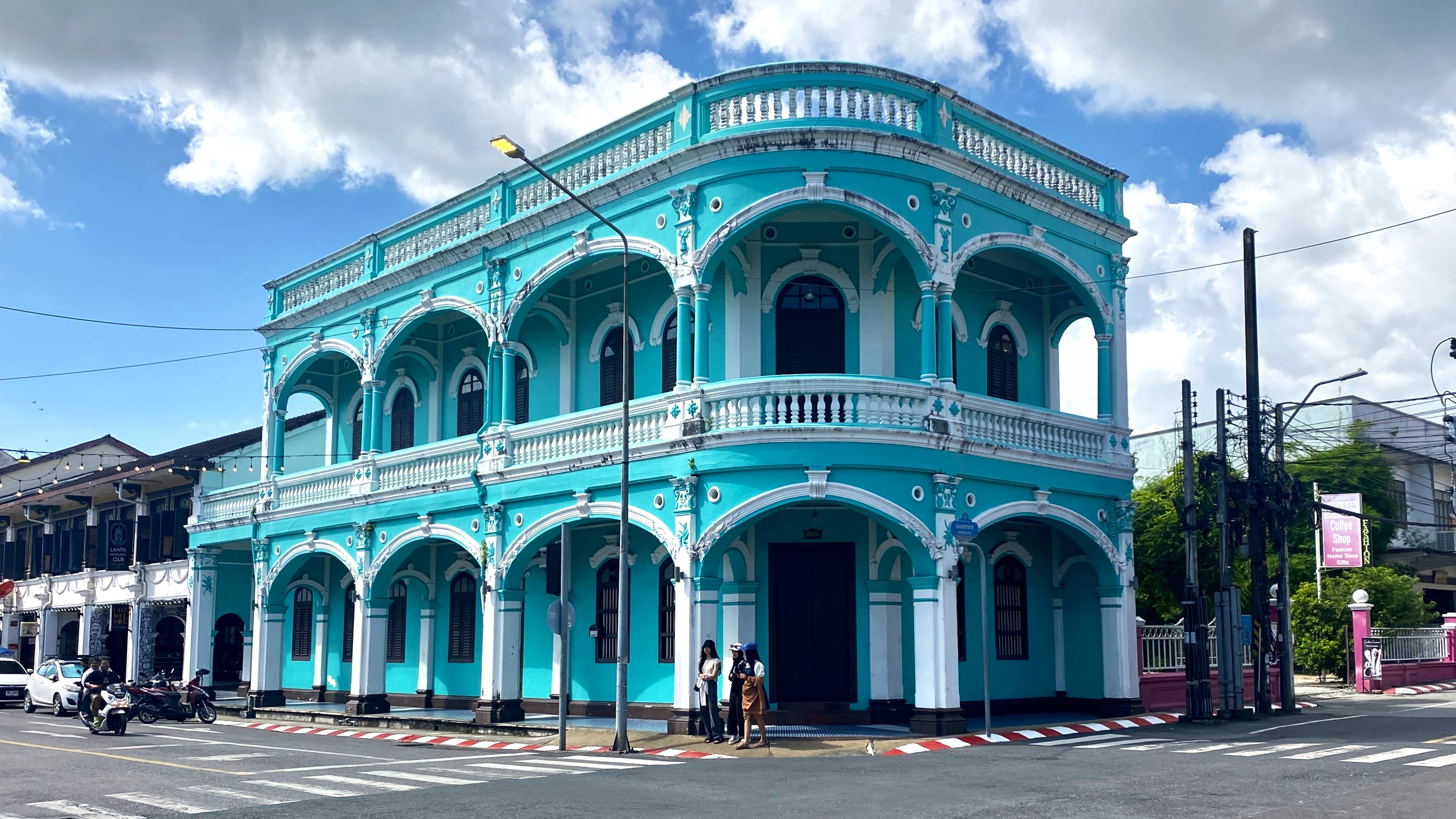
En 2023, Aikwanich Mansion réhabilitée et restaurée
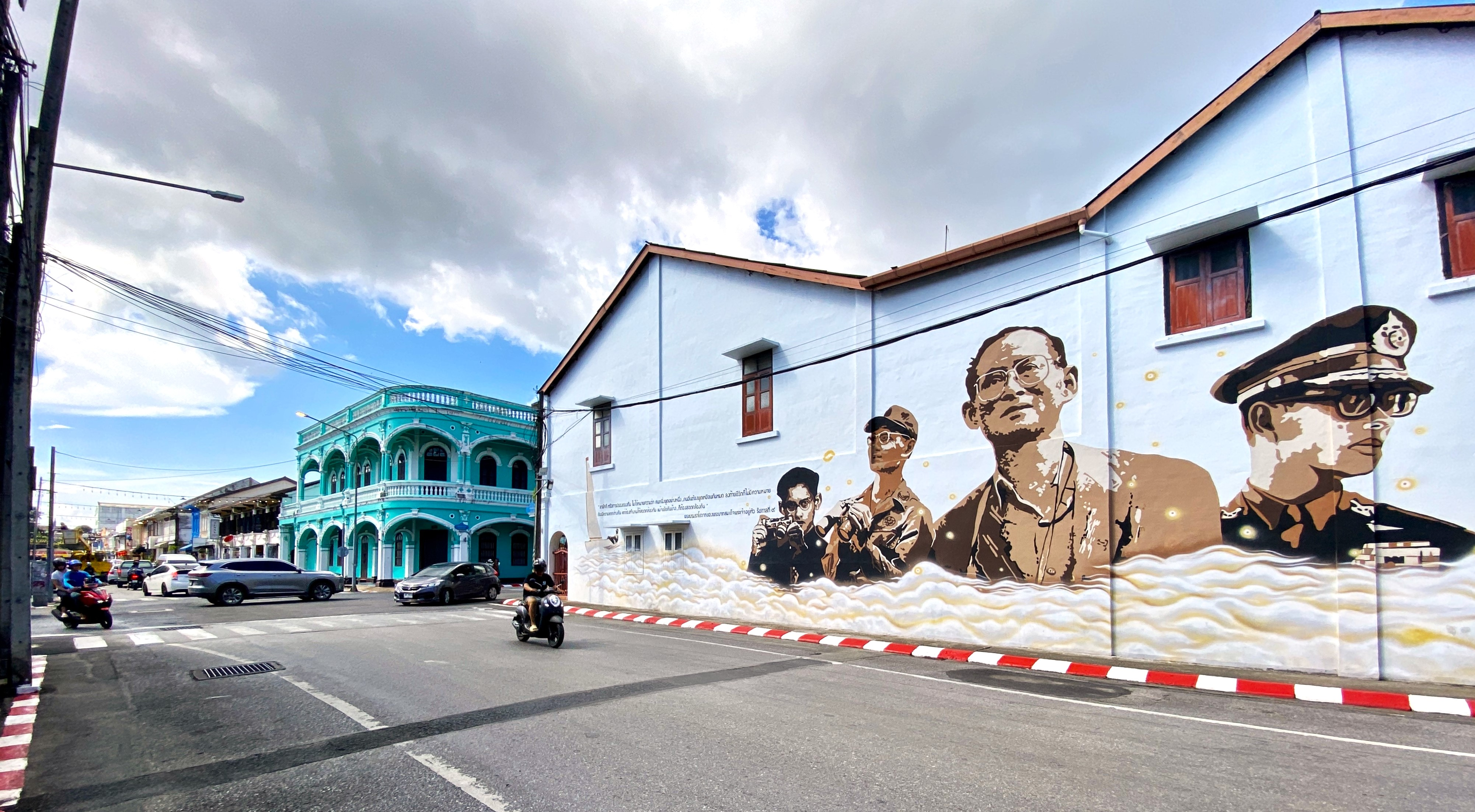
Peinture murale en hommage à Bhumibod, le roi Rama IX

Street Art avec les graffeurs Alex Face, Mue Bon, Rukkit Kuanhawate...
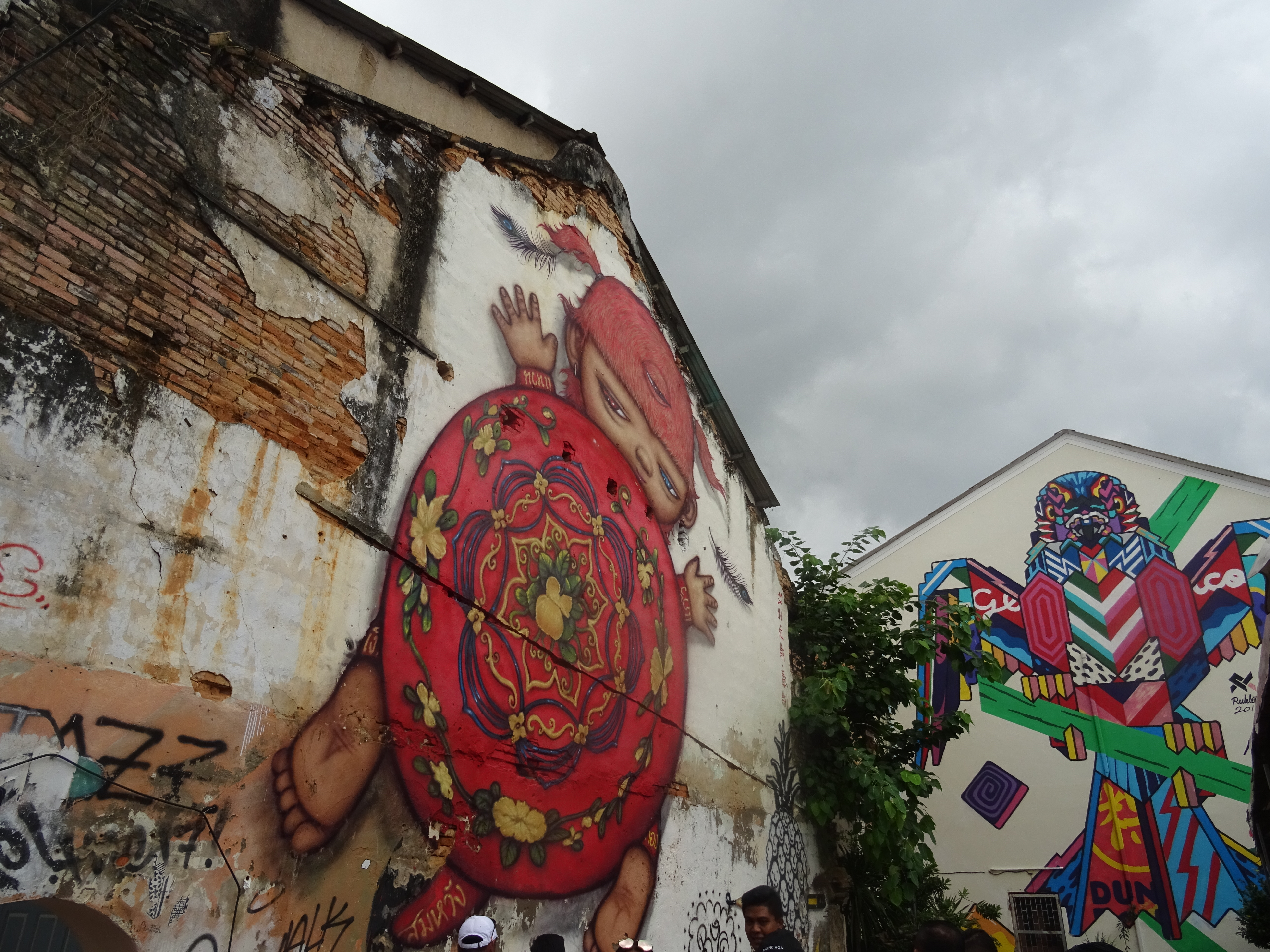
Peinture murale de Rukkit
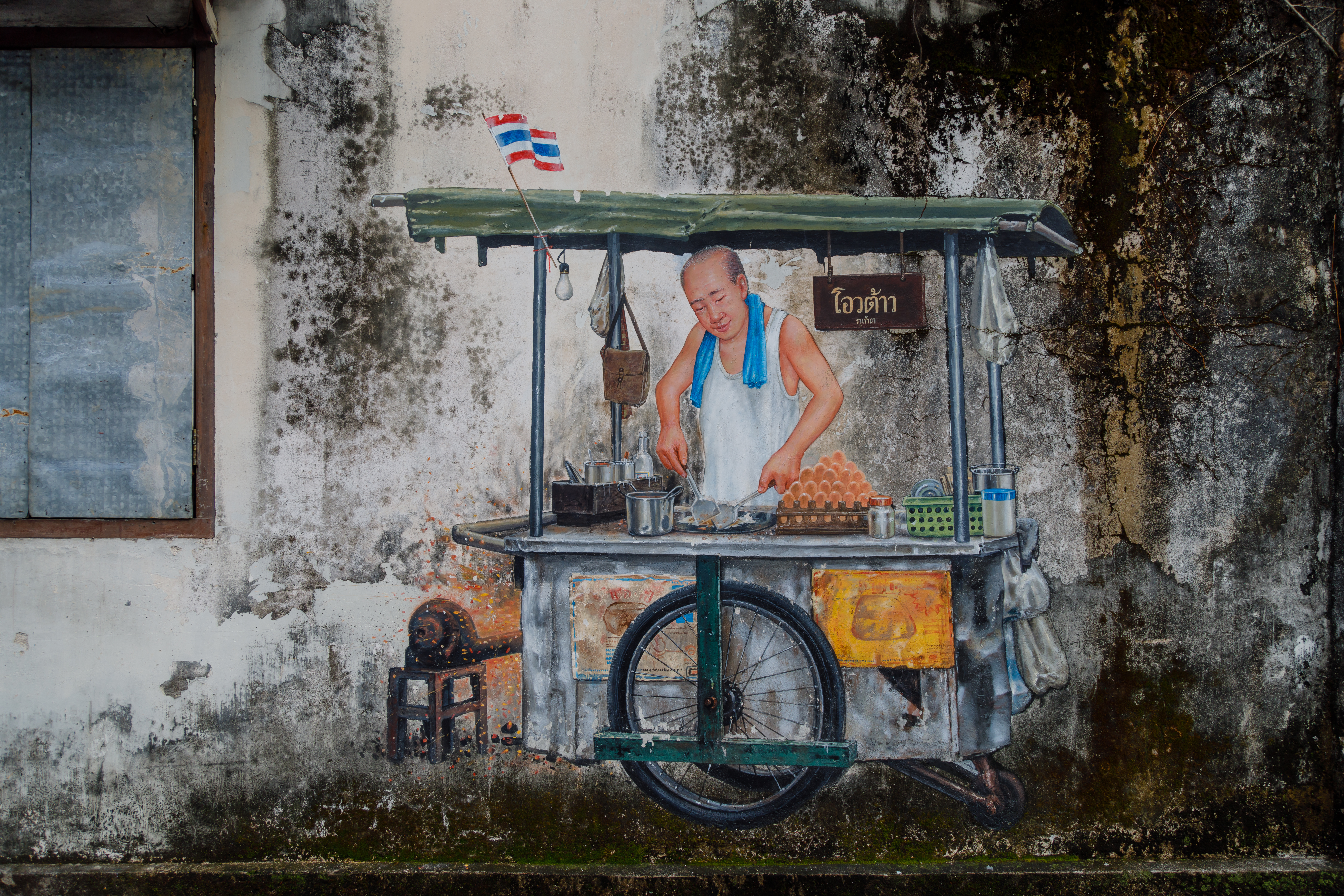
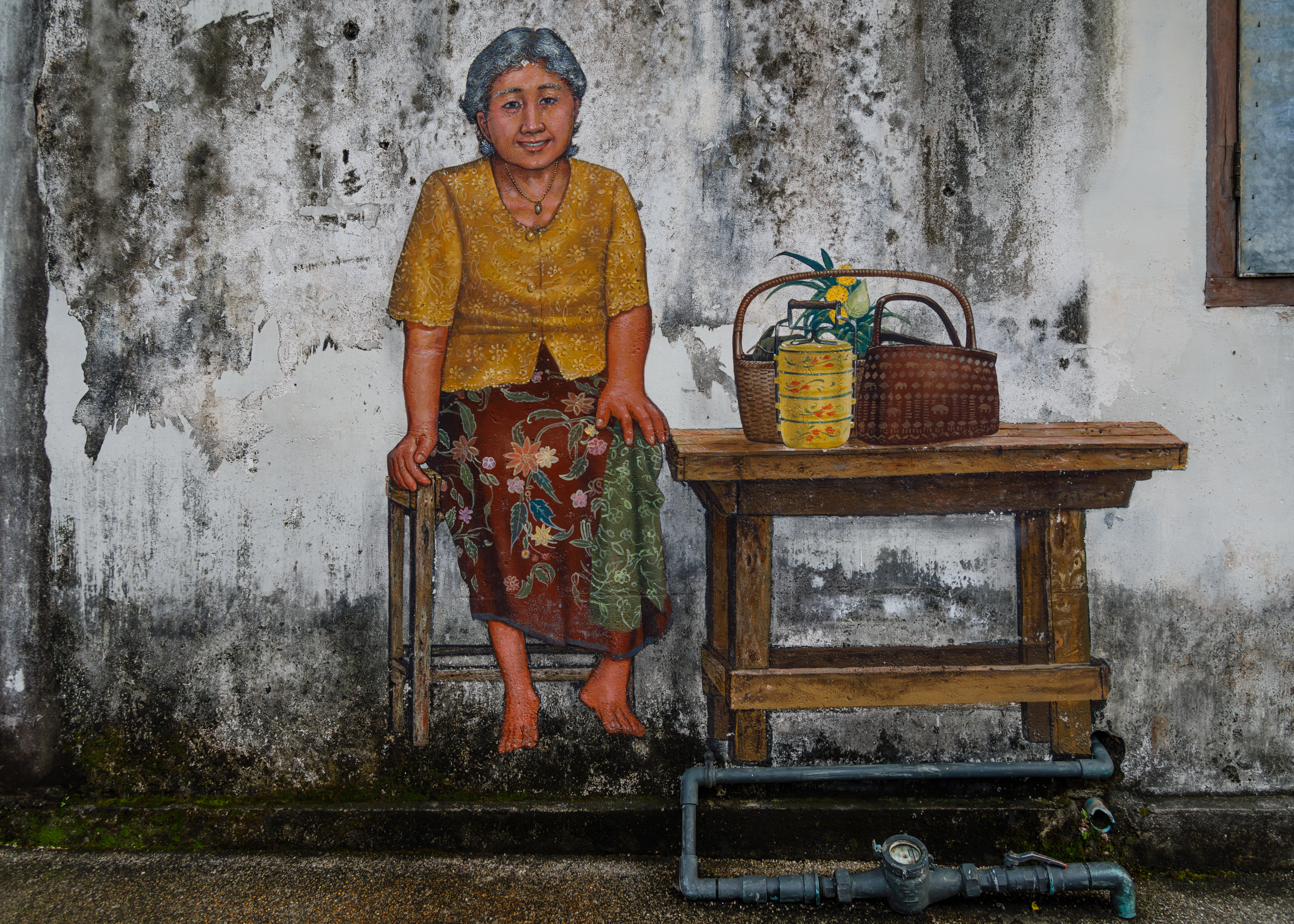
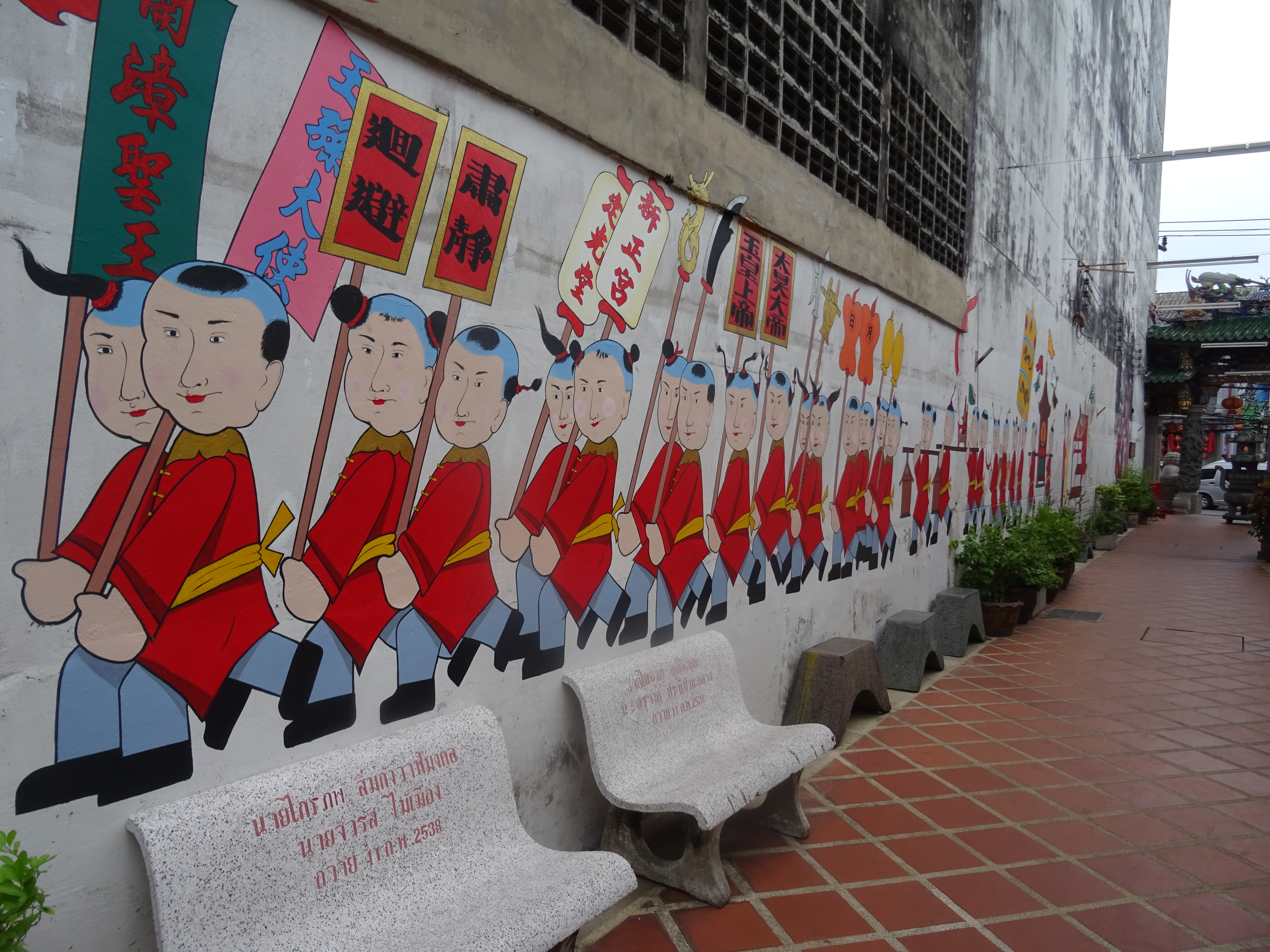
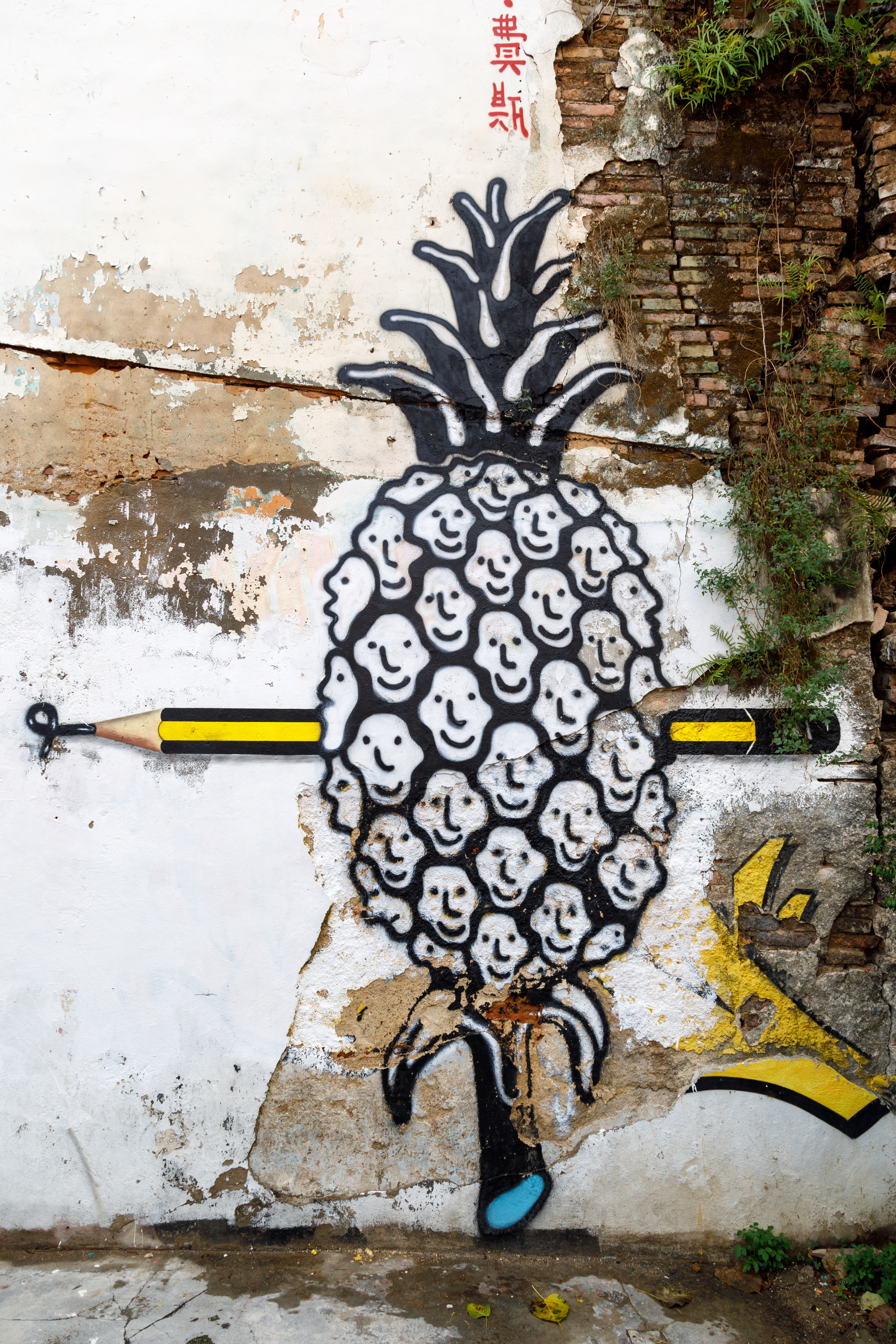

## Transport
L'aéroport international de Phuket se situe à 32 km au nord du centre-ville. Il y a quatre possibilités pour se rendre ou quitter l'aéroport de Phuket : la navette qui se reconnaît facilement en raison de sa couleur orangée, les taxis, la location de voiture et les mini-bus (van) avec chauffeur privés. 

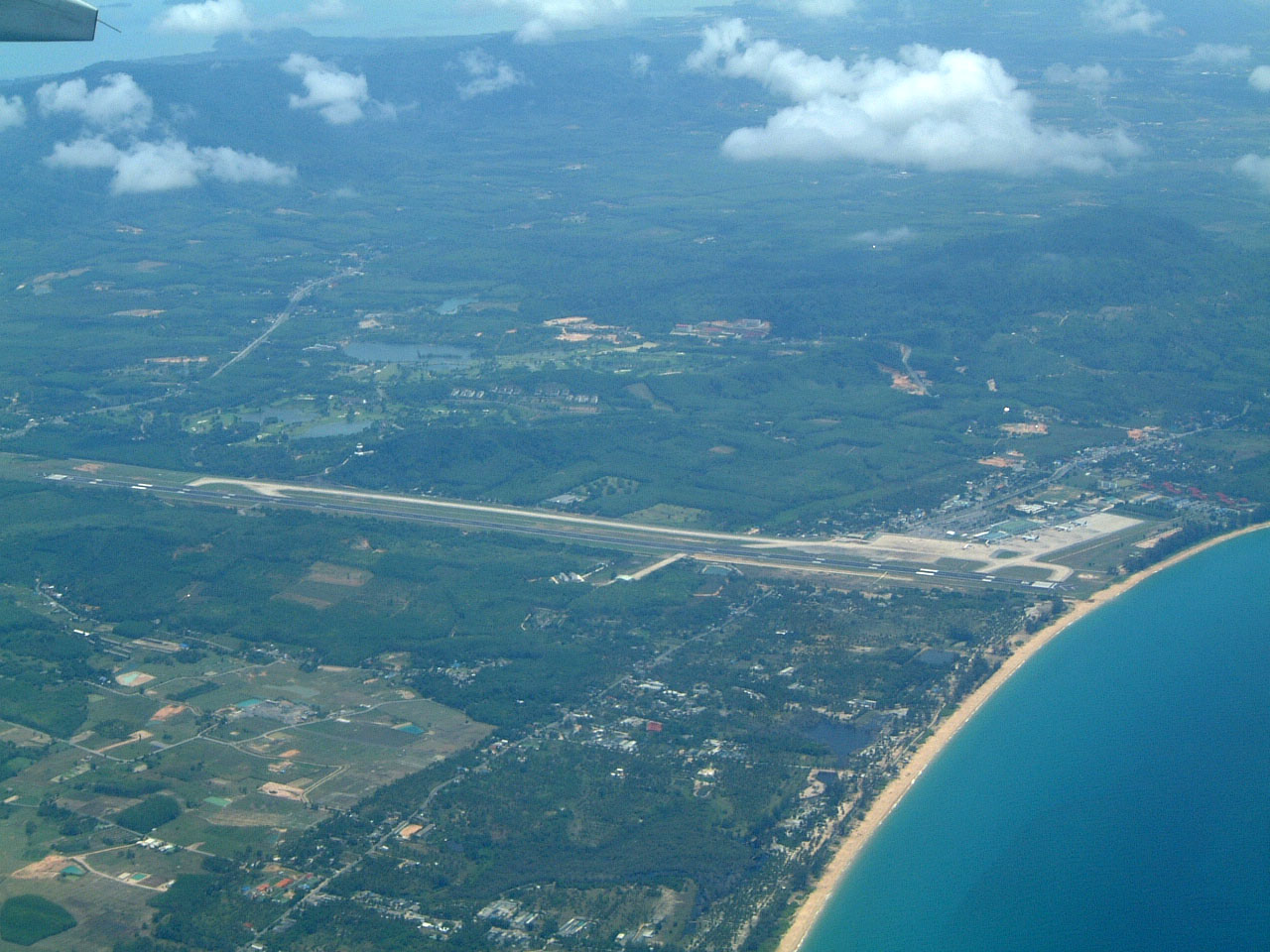
Aéroport de Phuket vue du ciel

## À voir
- 35 choses à faire à Phuket-Ville[8]